# Belgium
Belgium (franciául: Belgique, hollandul: België, németül: Belgien) vagy hivatalos nevén Belga Királyság (franciául: Royaume de Belgique, hollandul: Koninkrijk België, németül: Königreich Belgien) nyugat-európai ország, a Benelux államok tagja. Az ország szárazföldi határait északon Hollandia, keleten Németország és Luxemburg, délen és nyugaton pedig Franciaország határolja.
Etnikailag és nyelvileg is sokszínű ország, három fő csoporttal, a holland nyelvű flamandokkal, a francia nyelvű vallonokkal és egy német nyelvű közösséggel a keleti régióban. Az ország fővárosa, ami egyben az Európai Unió egyik székhelye is, Brüsszel. További nagyvárosai: Antwerpen, Gent, Charleroi, Liège és Brugge.
Flandriában élnek a holland nyelvet, illetve az annak csak tájszólási szinten eltérő helyi változatát, a flamandot beszélő flamandok. Itt él Belgium lakosságának 55%-a, míg a délen található – földrajzilag a legnagyobb – Vallónia régióban a franciául beszélő vallon népcsoport lakik, az ország lakosságának 31%-a. A hivatalosan is kétnyelvű és az 1980-as évektől régió státuszt élvező Brüsszel fővárosi régióban a belga lakosság kb. 10%-a él, illetve jelentős számú diplomata és egyéb külföldi állampolgár, akik az Európai Unió és a NATO különféle szervezeteinél dolgoznak. A német nyelvű kisebbség Vallónia keleti részén, az első világháború után Belgiumhoz csatolt területeken él. Az ország nyelvi-kulturális diverzitásának, illetve a flamand és a vallon népcsoportok közötti konfliktusoknak az eredménye a mára kialakult szövetségi állam, amelyben az egyes kulturális csoportok és a régiók jelentős önállóságot és jogosultságokat élveznek.
Belgium csak 1830-ban, az augusztusi forradalom után nyerte el függetlenségét. Az újonnan létrejött ország semlegessége ellenére az első és a második világháborúban is német támadás áldozata lett. 1945 után alapító tagja lett a NATO-nak és később az Európai Unió elődszervezeteinek is.

## Földrajz

### Elhelyezkedése
Belgium Európa nyugati részén, az Északi-tenger partján fekvő ország. Az ország területén három meghatározó tájegység található: az északnyugati rész part menti síksága, a központi fennsík és az ország délkeleti részén található Ardennek régió, amely a szomszédos Németországba és Franciaországba is átnyúlik.
Belgium Németországgal 167 km, Franciaországgal 620 km hosszan, Luxemburggal 148 és Hollandiával 450 km hosszan határos.

### Domborzata
Belgium teljes területe 33 990 km², ebből szárazföld 30 528 km², vízfolyások és tavak területe kb. 250 km², illetve a tengerparti terület 3462 km². Belgium a tengerpart vonalától számítva 12 tengeri mérföldet tart fennhatósága alatt, illetve 68 tengeri mérföld széles sávban fenntartja magának a kizárólagos halászati jogokat.
Az ország területe három fő földrajzi tájegységre oszlik: a tengerparti sík vidék északnyugaton, a központi plató, és az Ardennek felvidék az északkeleti részen. Legmagasabb pontja a Signal de Botrange (694 m), legalacsonyabb pontja az Északi-tenger (0 m).
A tengerparti sík vidék nagyrészt homokdűnékből és polderekből áll. A polderek tengerszinten vagy az alatt fekvő területek, melyeket a tengertől mesterségesen hódítottak vissza, és a víztől gátak védik, illetve olyan földek, melyeket sűrű csatornahálózat borít.
A második földrajzi terület, a központi plató, a terület belsejében fekszik. Ez egy lassan emelkedő földterület, sok termékeny dombsággal. Vízfolyással sűrűn ellátott. Itt sivárabb területeket is találunk, barlangokkal és hasadékokkal.
A harmadik régió az Ardennek hegyes területe, amely a Rajnai palahegység nyugati szárnya és az Eifel folyása között található. Kopárabb terület, mint az első két tájegység. Sűrű erdőségekkel borított, sziklás és gazdálkodásra alkalmatlan terület. Itt él Belgium állatvilágának nagy része. Belgium legmagasabb pontja, a 694 méteres magasságú Signal de Botrange is ezen a területen található.
A Belga Földrajzi Intézet (Institut Géographique National) számításai alapján az ország abszolút középpontja a é. sz. 50° 38′ 28″, k. h. 4° 40′ 05″50.641111°N 4.668056°E koordinátán található, amely Walhain városa mellett, Nil-Saint-Vincent-Saint-Martin településen található.

### Éghajlata

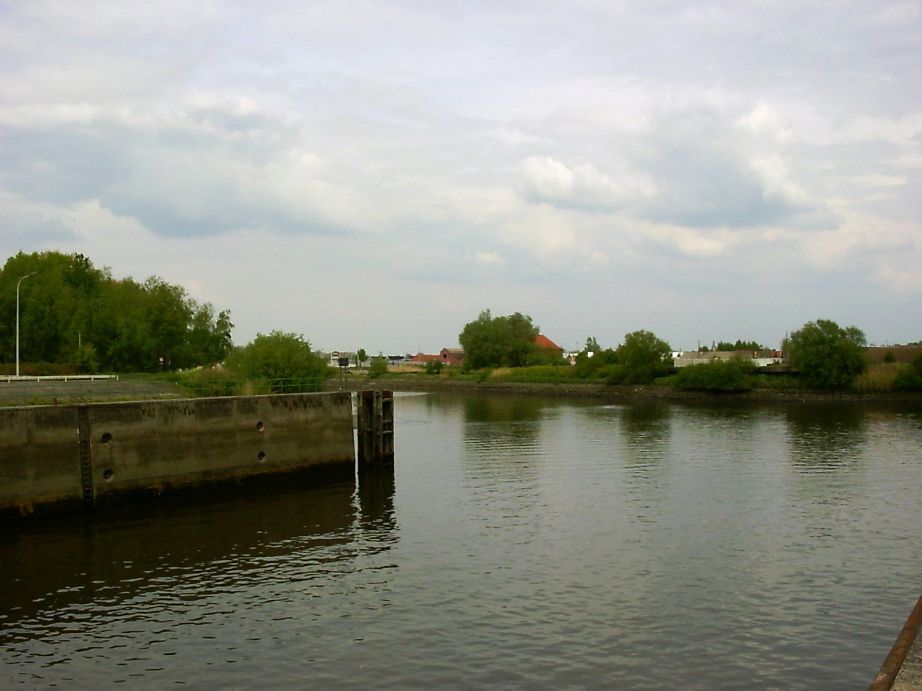
A Dender

Klímája mérsékelt óceáni, nagy csapadékmennyiséggel minden évszakban. Az átlaghőmérséklet 3 °C januárban és 18 °C júliusban, a csapadék 78 mm júliusban. A telek általában enyhék - az Ardenneket kivéve -, kevés hóval. Nyáron gyakori a hűvös, esős időjárás. Az éves átlaghőmérséklet 11,2 °C.

### Vízrajza

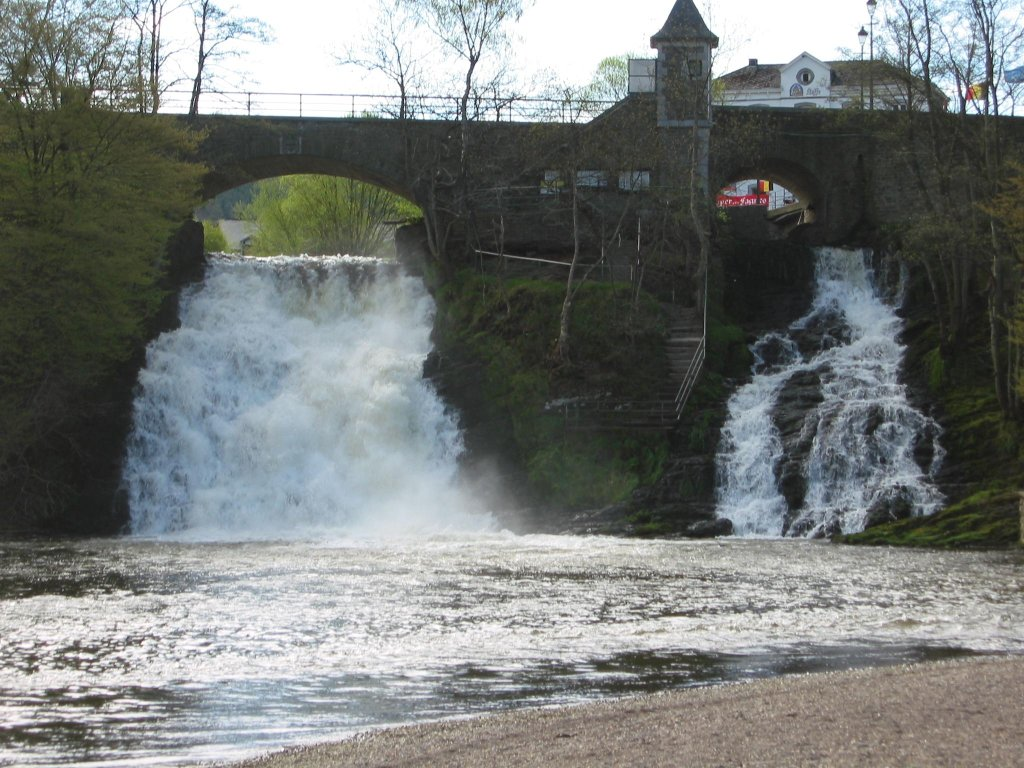
Vízesések Coo közelében

Belgium összes vízfolyása az Északi-tengerbe ömlik, a Momignies  (Macquenoise) település és környékének kivételével, amely a francia Oise folyón keresztül a La Manche-ba ömlik.
Belgium leghosszabb folyói:
1. Schelde (fr: Escaut): belgiumi hossza 200 km (teljes hossza 350 km)
2. Maas (fr: Meuse): belgiumi hossza 183 km (teljes hossza 925 km)
3. Yser v. IJzer : belgiumi hossza 50 km (teljes hossza 78 km)

Az ország fekvése miatt az áradások komoly veszélyt jelentenek, elsősorban a tengertől visszahódított területeken.

### Élővilág
Nagy népsűrűsége, fejlett ipara és elhelyezkedése miatt Belgium komoly környezeti problémákkal kerül szembe. A környezetet az urbanizáció, a fejlett közlekedési infrastruktúra, a járműforgalom, a jelentős nehézipar, az intenzív és belterjes állattartás és növénytermesztés által kibocsátott szennyező anyagok terhelik.
Egy 2003-as jelentés szerint a belga folyók vízminősége a legrosszabb Európában, az ország a legutolsók között volt a vizsgált 122 ország közt.
A Föld veszélyeztetett állatfajai közül Belgium partjainál, az Északi-tengerben előfordul az északi simabálna, a nagy ámbráscet, a barna delfin és a beluga (fehér delfin), a szárazföldön pedig az európai vidra, a kerti pele, a nagyfülű denevér, csonkafülű denevér, kis patkósdenevér, tavi denevér és nyugati piszedenevér.

#### Nemzeti parkok
Belgiumnak jelenleg egy hivatalos nemzeti parkja van, a Hoge Kempen Nemzeti Park, melyet 2006-ban alapítottak, Flandria területén.

## Történelem

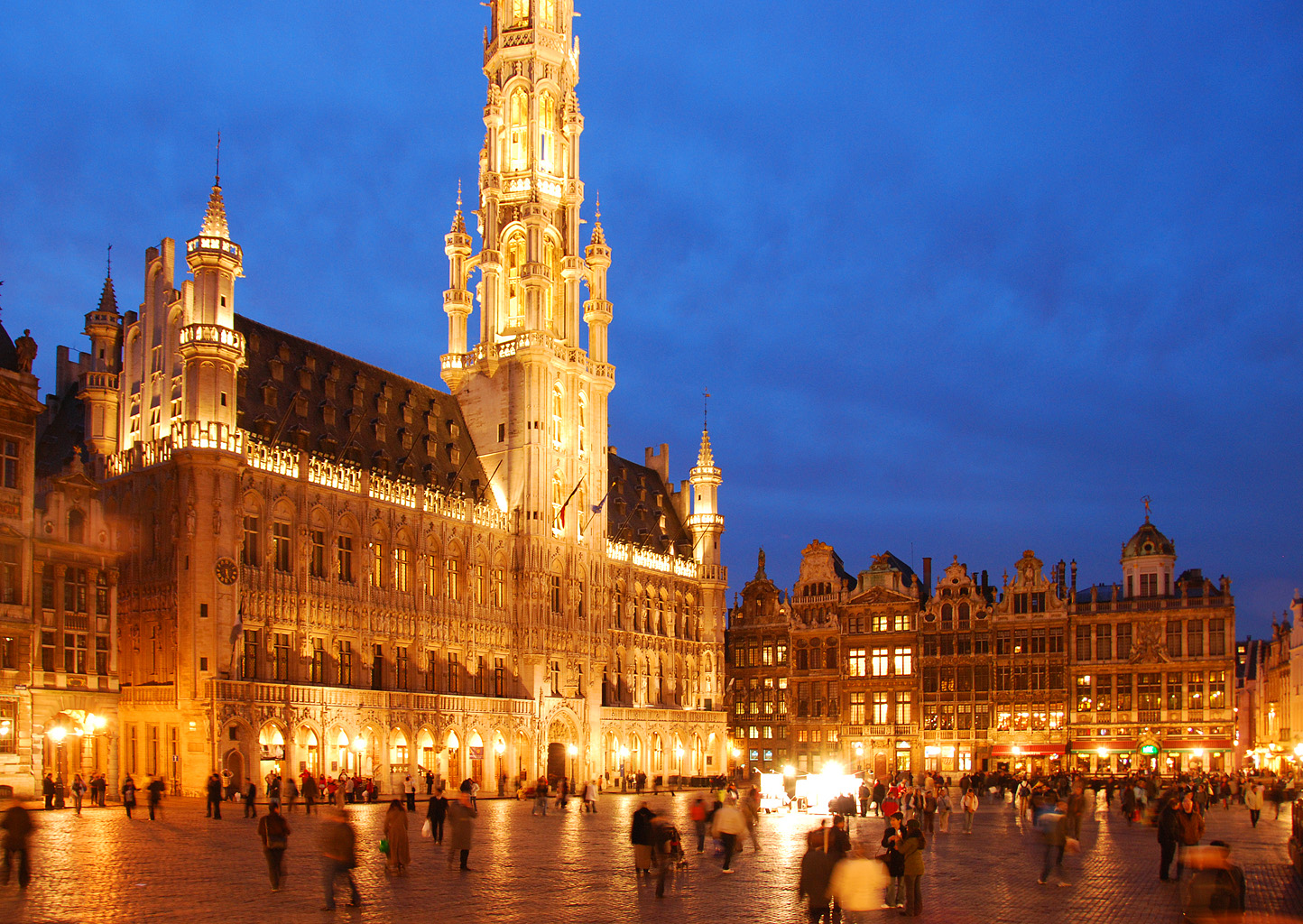
A brüsszeli Grand-Place (Brüsszel)

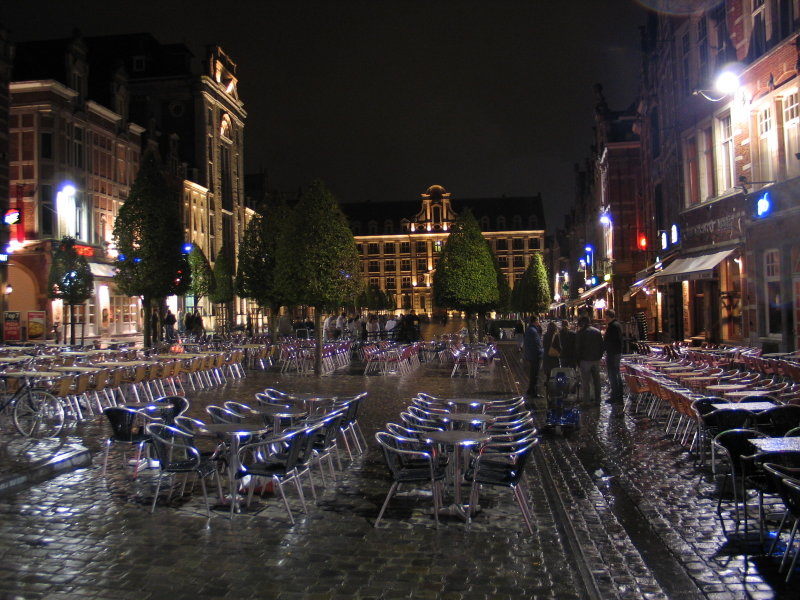
A leuveni Oude Markt tér éjszaka

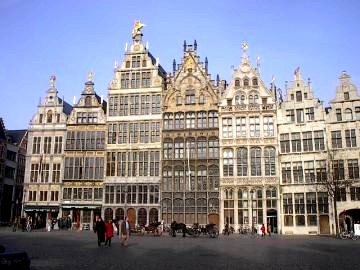
A régi antwerpeni céhek házai

### Etimológia
Belgium neve a Belgica szóból ered, amelyet Julius Caesar említett a gall háborúkról szóló művében. Caesar a mai Franciaország északi részét, Belgium területét, Hollandia déli részét és a Rajna folyásától délre eső területeket jelölte Belgica néven. A római hódítást követően az itt kialakított provincia neve Gallia Belgica lett. Belgica területén élt többek a belga törzsek, akiket Caesar a Commentarii de bello Gallico műben külön kiemelt: a gallok között horum omnium fortissimi sunt Belgae, vagyis „mind közül a belgák a legbátrabbak”. Ebben az időben a belga törzsek (Catuvellauni és Trinovantes) Anglia déli részét is belakták.
A Belgae név feltehetően a kelta eredetű belo szóból származik, amelynek jelentése ’fényes’, ’fehér’, ’csillogó’, ’ragyogó’. Ebben az értelemben a belo szóból származik az angol bale, az angolszász bael, a litván baltas (ld. balti), a szláv nyelvekben használt belo, bilo és bjelo (pl. Belorusszia).
Egy másik elmélet szerint a név a bel szóból ered, amely az indoeurópai nyelvekben ’kerek’ jelentésű, átvitt értelemben balg jelentése ’kör’, ’hadsereg’, ’szövetség’. A gall eredetű utótag ga jelentése ’ember’, ’harcos’, vagyis a bel-ga jelentése ’a szövetség harcosai’. Ez részben összevág azzal, hogy Caesar szerint Belgica lakói szoros törzsszövetségben éltek és harcoltak a rómaiak ellen.

### Ókor és középkor

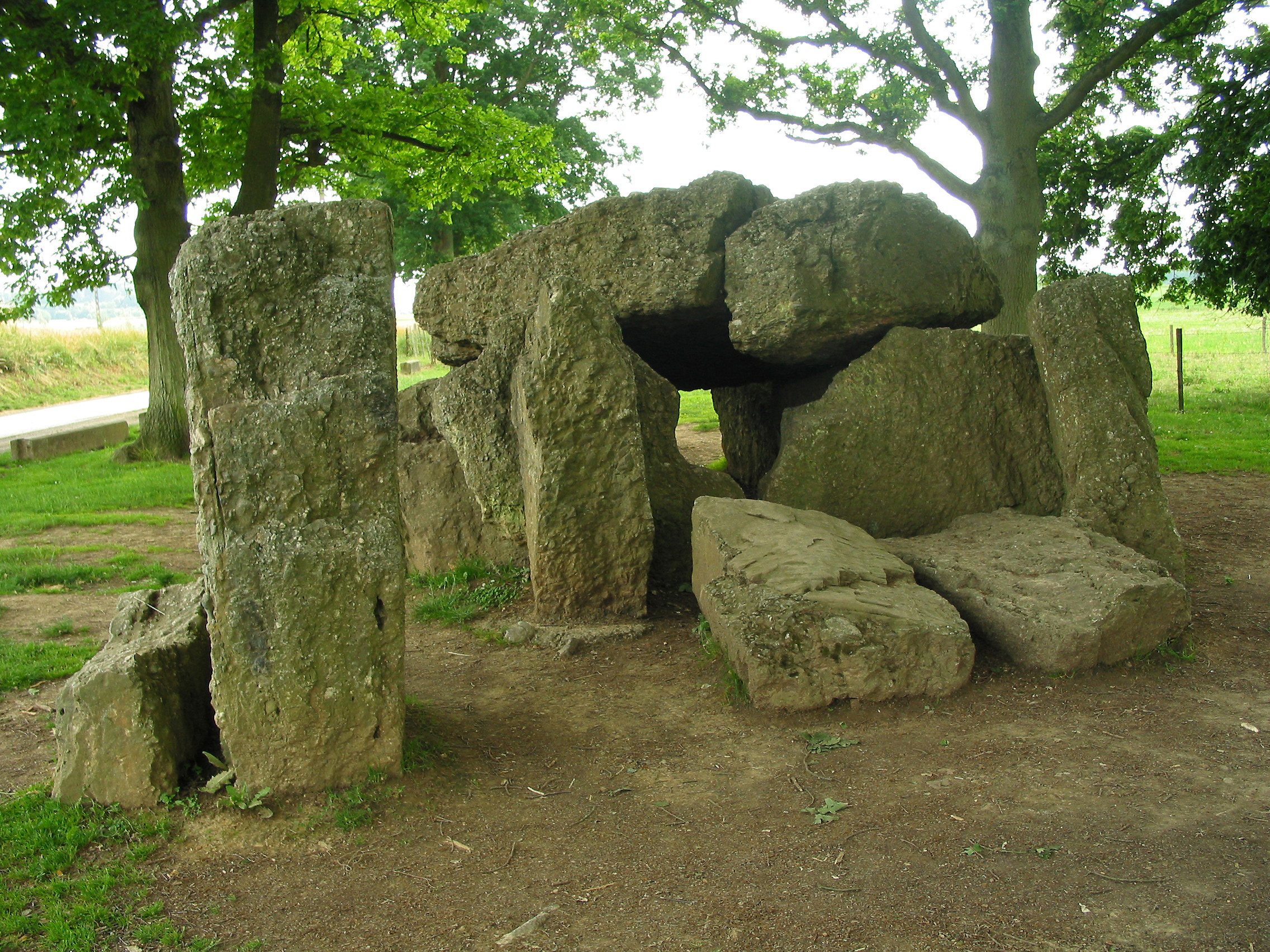
Kőkorszaki dolmenek Wéris közelében

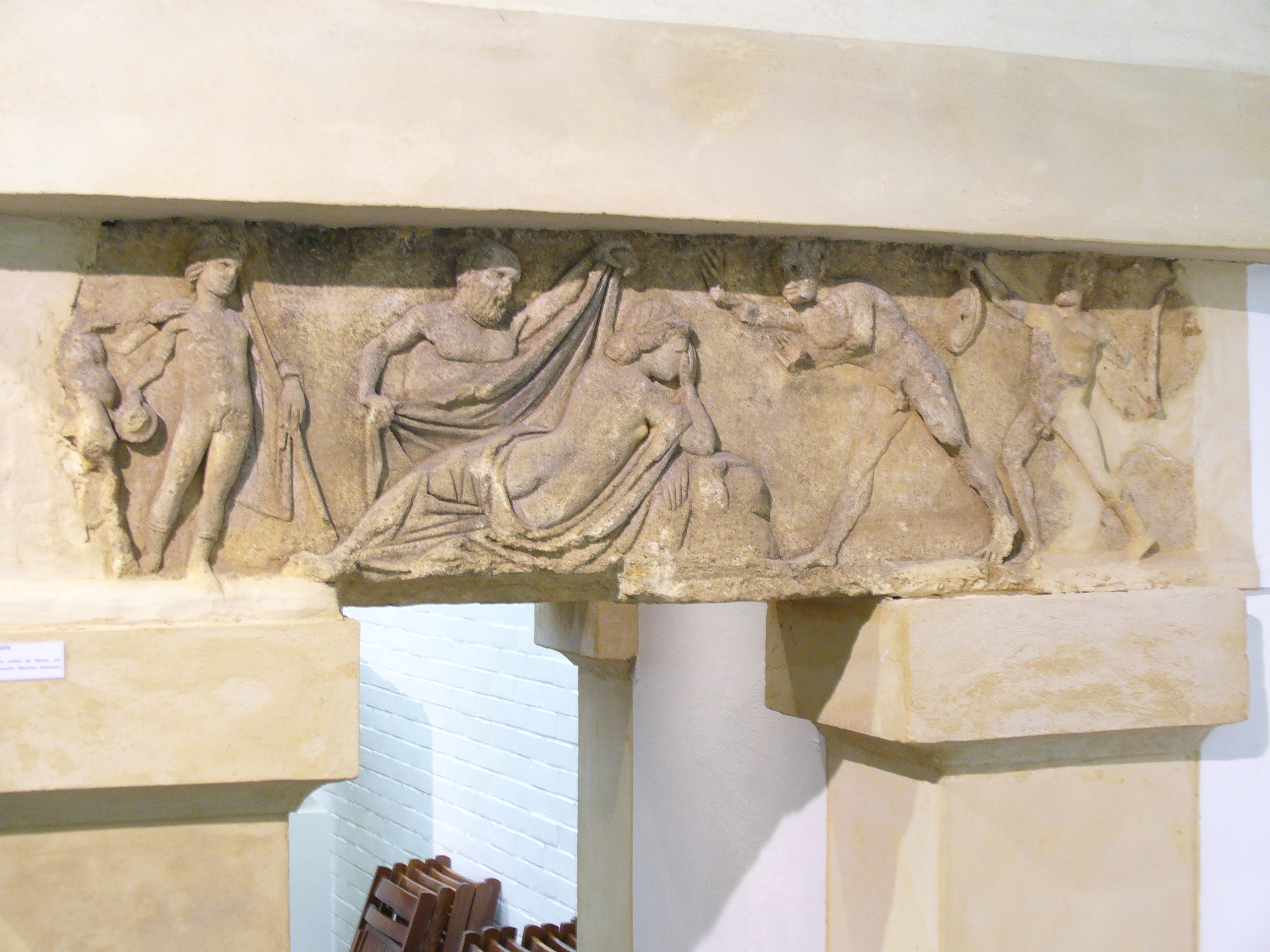
Római kori mauzóleum maradványai az arloni múzeumban

Belgium mai területén az első nyomokat hagyó lakosok a kelták voltak, az ország mai neve az akkoriban itt élő kelta törzs latin nevét őrzi. A rómaiak a lakosság ellenállása dacára meghódították a területet, és Ambiorix felkelésének leverése után szinte a teljes kelta népességet kiirtották, vagy rabszolgaságba adták. A római uralomnak a száli frankok betörése vetett véget; 486 után a mai Belgium területe a frankok országához tartozott.
Nagy Károly Liège közelében született 742-ben. A verduni szerződés (843) értelmében az általa kialakított birodalom területét Jámbor Lajos három fia között osztották fel, ezekből alakult ki később a Francia Királyság, a Német-római Birodalom és Lotaringia. Belgium területe kezdetben Lotharingiához tartozott, de a hűbéri rendszer kifejlődésével számos apróbb, a francia királyságnak vagy a Német-római Birodalomnak alávetett állam jött létre, mint például a Brabanti, Luxemburgi és Limburgi Hercegség, az Hainaut-i és Flamand grófság, a Namuri és Antwerpeni Őrgrófság, illetve a Maastrichti és Liège-i Püspökség.
Artois és Flandria grófságok a grófi család kihalásával, míg a többi apróbb állam 1406–73 között örökösödés és vásárlás útján a burgundi hercegek tulajdonába kerültek, amely család így jelentős hatalmi tényező lett. Merész Károly burgundi herceg halála (1477) után a hercegség területét újra felosztották, nagyobb része Károly lányának, Máriának hozománya lett és így férjére, Miksa főhercegre szállt. 1516-ban a birodalmi rendek a német-római császársághoz csatolták a burgundi örökséget, de Miksa unokája, V. Károly a 17 németalföldi tartományt fiára, II. Fülöpre hagyta.
A spanyol Habsburgok uralma alatt a Tizenhét Tartomány gazdasága és művészete virágzásnak indult. A királyi önkény és a protestánsok üldözése miatt azonban hamarosan véres konfliktus robbant ki a tartományban, amelynek az lett az eredménye, hogy a hét északi tartomány függetlenségi harcot indított, megkötötte az Utrechti uniót és kimondta önállóságát. Belgium története ekkortól különíthető el Németalföldétől, hiszen a déli tartományok (nagyjából a mai Belgium területe) megkötötték az arrasi uniót, amelyben hűséget esküdtek a spanyol királynak. A 80 éves háborút (1568–1648) lezáró vesztfáliai béke Dél-Németalföldet spanyol uralom alatt hagyta.
1713-ban a spanyol örökösödési háborút lezáró utrechti békében a déli tartományokat Ausztria kapta meg. A függetlenség végleges kivívásáig ez a terület számos francia támadást élt meg és a legtöbb spanyol–francia és francia–osztrák háború színteréül szolgált. Az 1794-es francia forradalom harcait követően Németalföld, beleértve az addig soha Habsburg uralom alatt nem lévő területeket, mint például a Liège-i Püspökség - francia megszállás alá került, lezárva ezzel a terület spanyol–osztrák uralmát.
A waterlooi csatát és Napóleon bukását követően Németalföld újraegyesült, amikor 1815-ben a bécsi kongresszus Dél-Németalföldet Hollandiával egyesítette, Egyesült Holland Királyság néven és I. Vilmosnak adta a koronát. Belgium 1830–1831 során vívta ki függetlenségét, a párizsi 1830-as felkelés hatására kitört forradalom jelentős politikai és katonai segítséget kapott a francia köztársaságtól.

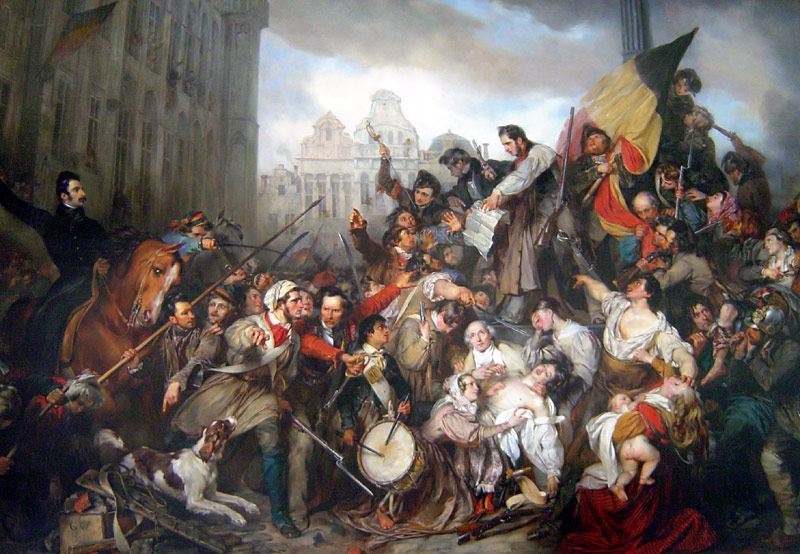
Az 1830-as belga szabadságharc egy epizódja, Egide Wappers (1834), Királyi Szépművészeti Múzeum (Brüsszel)

### Függetlenség
Az 1830-as belga szabadságharc egy független, semleges, katolikus Belgium megalapításához vezetett ideiglenes kormány és nemzeti kongresszus vezetésével. A Szász–Coburg–Gothai-házból származó I. Lipót 1831-es beiktatása után Belgiumban alkotmányos monarchia és parlamenti demokrácia lett. A függetlenségi háború és az első világháború között az oligarchiából demokratikus rendszer bontakozott ki két meghatározó párttal, a katolikusokkal és a liberálisokkal, illetve az általános választójog bevezetése után egy harmadik párt is megalakult, a szakszervezetek befolyása alatt működő Munkáspárt. Belgiumban eredetileg a nemesség és a burzsoázia által felvett francia nyelv lett a hivatalos nyelv, de elsősorban a második világháború után megerősödött flamand függetlenségi mozgalom hatására az ország hivatalos nyelve a holland és a francia.

### Gyarmatosítás

A belga gyarmat, Kongó területe mintegy 80-szor nagyobb Belgium területénél

Belgium részt vett az afrikai gyarmatosítás kései időszakában. Az afrikai gyarmatokat felosztó 1885-ös Berlini Konferenciát követően Kongói Szabadállam néven II. Lipót magánbirtokként kapta meg a mai Kongói Demokratikus Köztársaság területét, több mint 2 millió km²-t. A Kongó gyarmat közigazgatásának tevékenysége alapvetően Kongó nyersanyagainak kitermelésére és exportálására irányult. II. Lipót megbízottai fegyveres erővel kényszerítették a helyieket rabszolgamunkára, például elefántcsont cipelése, illetve kaucsukgyűjtésre az őserdőből. Jellemző módszerük volt, hogy egy faluban a nőket, gyerekeket túszul ejtették, vagy elhurcolták, és a csak akkor engedték szabadon, ha a férfiak elegendő kaucsukot hoztak az őserdőből. A belga gyarmatosítók kegyetlenkedései, az éhínség, a betegségek a becslések szerint 5–15 millió ember életébe kerültek. Joseph Conrad nevezetes kisregénye, A sötétség szívében ezt az időszakot dolgozza fel.
Bár ily módon II. Lipót Európa egyik leggazdagabb embere lett és nagyszabású építkezésekbe fogott, a kegyetlen rémuralom hamarosan napvilágra került és heves nemzetközi tiltakozást váltott ki. Ennek hatására 1908-ban Kongó hivatalosan a belga kormány irányítása alá került, ettől fogva Belga Kongó néven ismerték. Ezt követően a bennszülöttek helyzete némileg javult, de Belgiumnak nem voltak meg a szükséges erőforrásai egy ekkora gyarmat irányításához. Az előzőleg német gyarmat Ruanda-Urundit (ma Ruanda és Burundi) 1916-ban foglalta el a belga gyarmati hadsereg, és azt 1924-ben Belgium igazgatása alá helyezte a Népszövetség. II. Lipót belga király (1865–1909) uralkodása alatt számos belga gyarmatot próbált meg létrehozni, például Argentína, Borneó, a Fülöp-szigetek és Kína területén, de mindenhol kudarcot vallottak ezek a vállalkozások.
1900 és 1945 között Belgium a következő gyarmati területeket ellenőrizte:
- Belga Kongó (1908 után)
- Belga Kelet-Afrika (1916 után)
- Ruanda-Urundi (1916 után, 1924-től népszövetségi mandátum alapján)
- Tiencsin (Tien-Csin) - koncessziós terület Kínában (1900–1926 között)

Az első világháború alatt Kongó és Tiencsin felett megtartotta ellenőrzését a Franciaországba menekült belga kormány. Hasonlóképpen a második világháború alatt a Londonba települt emigráns kormány megtartotta ellenőrzését Kongó és Ruanda-Urundi felett.
A második világháború után a népszövetségi mandátum helyébe az ENSZ mandátuma lépett, ennek alapján folytatta Belgium Ruanda-Urundi igazgatását azzal az ígérettel, hogy idővel függetlenséget biztosít számára. Az 50-es évek erősödő függetlenségi mozgalmai után először Belga Kongó (1960-ban) nyerte el függetlenségét, Kongói Köztársaság, majd Kongói Demokratikus Köztársaság néven. Mobutu tábornok később Zairei Köztársaságra változtatta a nevet, ma pedig ismét a Kongói Demokratikus Köztársaság nevet viseli. Ruanda-Urundi 1962-ben lett független két országként, Ruanda és Burundi néven.
Belgium ma is a Kongói Demokratikus Köztársaság egyik fő külkereskedelmi partnere, befektetője, valamint külföldi támogatója, segélyezője.

### Az első világháború

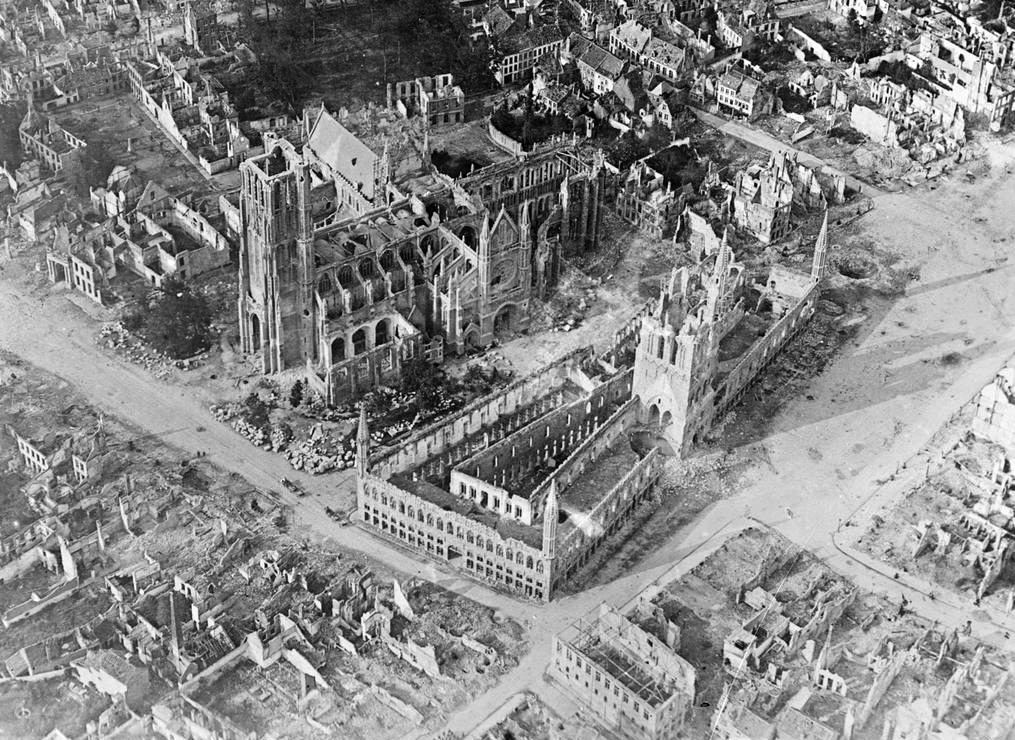
Ypres központja az első világháború során szinte teljesen megsemmisült

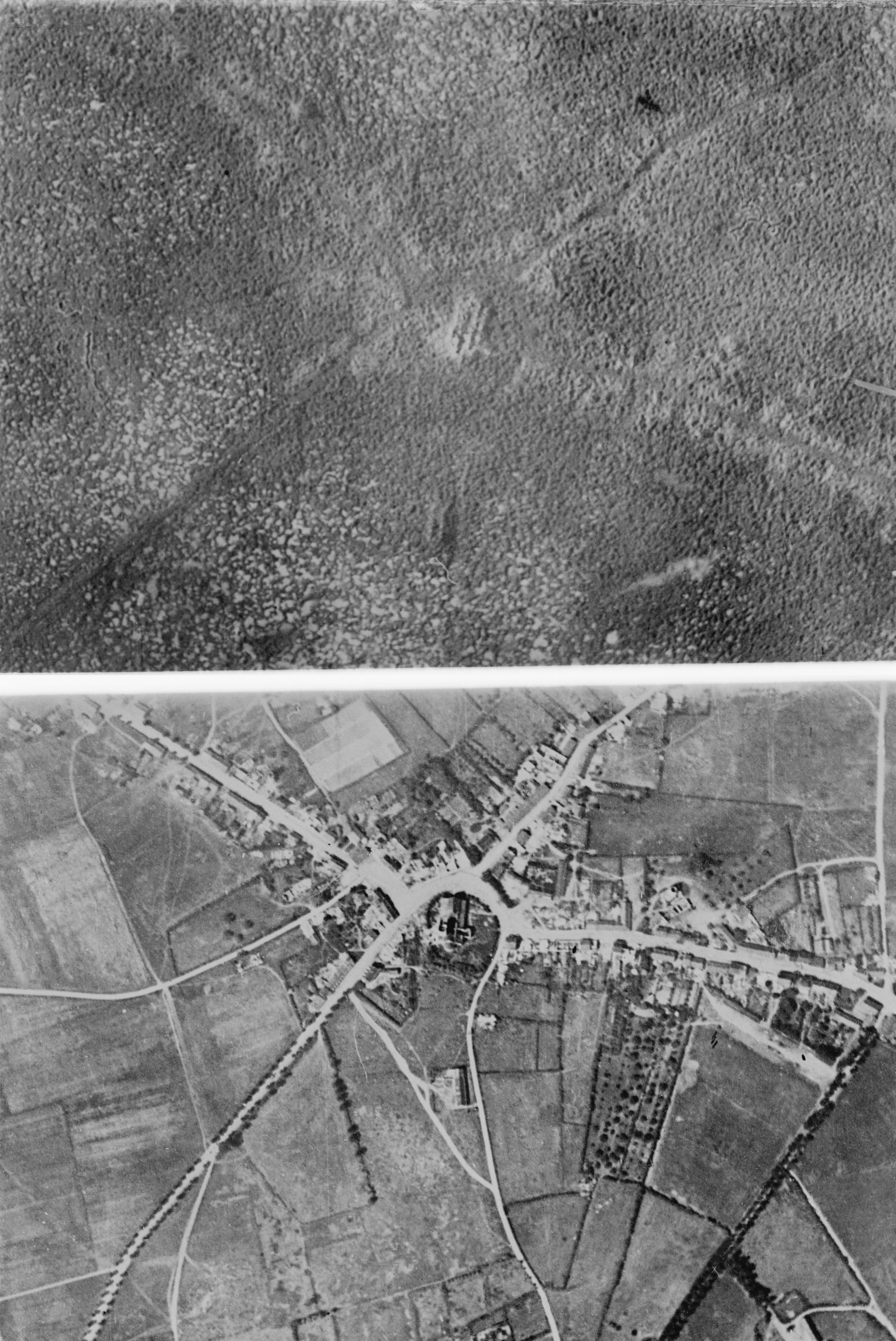
Passchendaele falu a levegőből az 1917-es csata előtt és után

A semleges Belgium 1914-ben Németországnak nem adott átvonulási engedélyt Franciaország felé, mire a németek erőszakkal bevonultak. A Német Birodalom csapatai a Schlieffen-terv részeként elfoglalták az országot. Az itt történtekről sok, a tényeket helytelenül bemutató németellenes propagandairomány született meg a szövetséges sajtóban, ami miatt 1923-ban hivatalosan bocsánatot kértek Németországtól. Eupen és Malmedy vidékét az első világháború után Németországtól elcsatolták Belgiumhoz.
1930-ban alapította meg Léon Degrelle a vallon fasiszta rexista pártot, ám a választók nagy része elutasította szélsőségesen nacionalista nézeteit.

### Belgium a második világháborúban

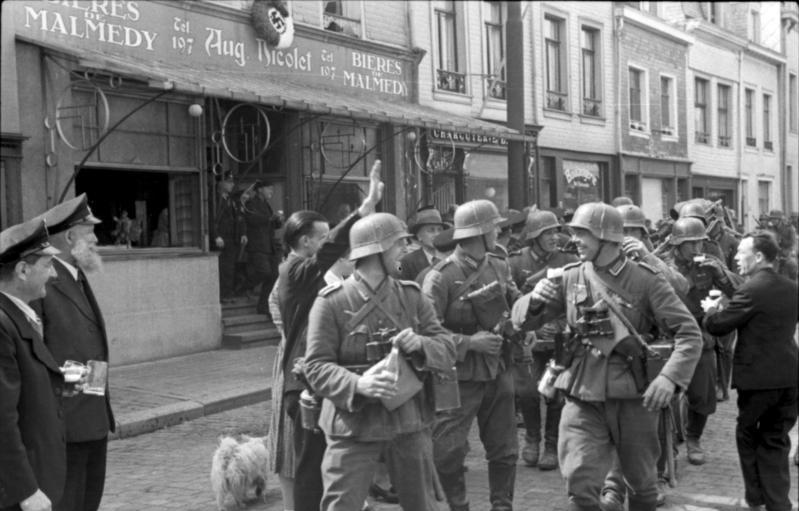
Német katonák bevonulnak Malmedybe, 1940 májusa

Németország a második világháborúban hadüzenet és ultimátum nélkül lerohanta Belgiumot.
1940. május 28-án III. Lipót király feltétel nélkül letette a fegyvert; e lépést a belgák többsége elítélte, és árulással vádolták meg. Míg a kormány Angliába menekült, Lipót inkább Belgiumban maradt, ahol német fogságba került. Mivel visszautasította a németekkel való kollaborációt, saját kastélyában házi őrizetbe helyezték.
Hitler egy mérsékelt, komoly nemzetközi tapasztalatokkal bíró német tábornokot, Alexander von Falkenhausent nevezte ki Belgium katonai kormányzójának. Falkenhausennek sikerült a németek által megszállt országok közül a legkevésbé elnyomó kormányt működtetnie Belgiumban. Maga Falkenhausen a nemzetiszocializmus ellenfele volt, ezért hatalmát arra használta fel, hogy elkerülje vagy korlátozza a más megszállt országokban gyakori szörnyűségeket.

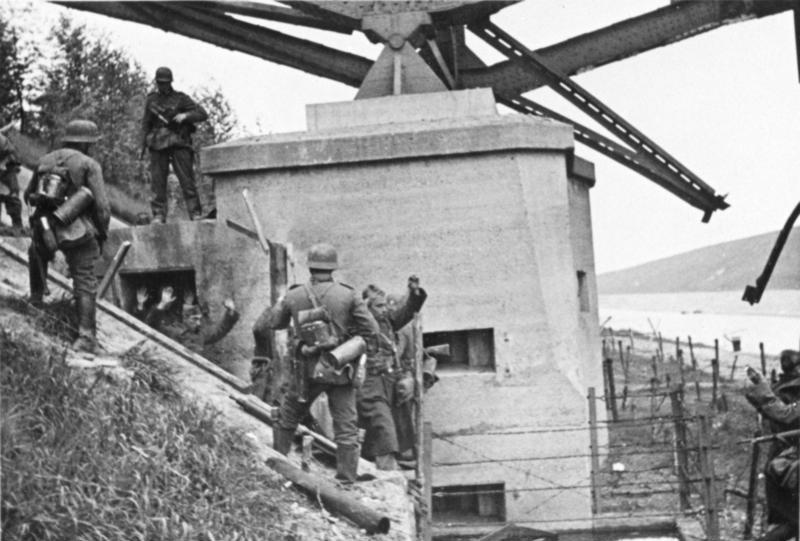
Német katonák elfoglalnak egy belga bunkert az Albert-csatorna egyik hídjánál. 1940. május 11.

Némi sikerrel lépett fel Göring és Himmler befolyása ellen, még a súlyos élelmiszerhiány ellenére is sikerült megakadályoznia a tömeges éhezéseket, ezenkívül ellenállása nyomán a mintegy 90 000 belgiumi zsidó mintegy kétharmada túlélte a háborút. 1942 és 1944 között 25 257 foglyot szállítottak koncentrációs táborokba, túlnyomó többségüket Auschwitzba. Közülük 1207 maradt életben. A Hitler elleni merényletet követően Falkenhausen is koncentrációs táborba került, bár a merényletet szervező csoporthoz fűződő kapcsolataira akkor még nem derült fény. Utódja nem sokkal a Belgium felszabadítása előtt, 1944 júliusában Josef Grohé lett.
Lipótot az inváziót követően a németek először a szászországbeli Hirschstein an der Elbe erődjébe, majd a Salzburg melletti Stroblba szállították. A háború után Hitlerrel való kollaborációval vádolták, és a törvényhozás megfosztotta uralkodói jogaitól. Helyette öccsét, Károly herceget választották kormányzónak. Lipót családjával együtt svájci száműzetésbe vonult.

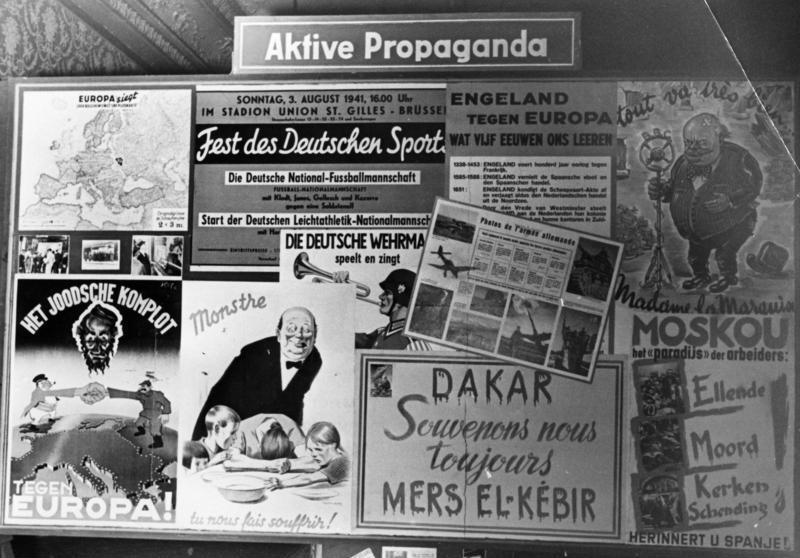
Német propagandaplakátok Belgiumban

A háború során a flamand nacionalisták azt remélték, hogy a németek segítenek véget vetni a frankofón dominanciának Belgiumban, ezért sokuk együttműködött a német nemzetiszocializmussal, de az együttműködés a vallon oldalon is ott volt. Ezt a célt szolgálták a keleti fronton bevetett Vallon és Flamand Légiók is. A német nemzeti szocialistákat két nacionalista politikai mozgalom, a Staf de Clerq vezetése alatt álló Flamand Nemzeti Unió (Vlaams Nationaal Verbond) és a Léon Degrelle vezette vallon rexista párt támogatta. Degrelle később a vallon Waffen-SS hadosztályok parancsnoka lett, a háború után pedig Spanyolországba kényszerült emigrálni. Távollétében Belgiumban 'hazaárulásért' halálra ítélték a szövetségesek bíróságai. A háború után 280 kollaboránst végeztek ki, és mintegy 58 000 főt tartóztattak le, illetve fosztottak meg vagyonától, illetve jogaitól.

### 1945 után
1945 után Belgium a Marshall-tervnek köszönhetően hamarosan kiheverte a második világháború okozta károkat, és virágzó országgá,  Európa egyik legfejlettebb államává lett. A háború utáni éveket az ún. király-kérdés és a második iskolaháború határozta meg. A későbbi években fellángolt a flamand–vallon ellentét, ami a nyelvi határ meghúzásához (1962) és a nyelvi törvény felülbírálatához vezetett (1963). Csatlakozott a NATO-hoz, az EU egyik alapítója. Az 1970-es években az elöregedett gazdasági struktúra és a toronymagas államadósság gazdasági válsághoz vezetett, amit a kereszténydemokrata kormányoknak a 90-es évek elejére sikerült megoldaniuk.
A 20. század utolsó negyedében több államreform és alkotmánymódosítás alakította át az ország struktúráját és közigazgatását (1978, 1980, 1988, 1993). Ez utóbbi, 1993-as alaptörvénymódosítás hozta létre a jelenlegi szövetségi államformát a maga aszimmetrikus összetételével (aszimmetrikus, mert a három régió és a három nyelvi közösség nem fedi le egymást).
A koszovói és az afganisztáni NATO-missziókban Belgium elsősorban védelmi-logisztikai szerepet vállalt, az Iraki háborúba pedig nem kapcsolódott be.
2025 májusában a parlament nagy többséggel úgy döntött, hogy felfüggeszti az atomenergia fokozatos kivezetését, amelyről 2003-ban döntöttek és 2025-re ütemezték.

## Közigazgatása és politikai rendszere

### Közigazgatás

Belgium régiói és tartományai

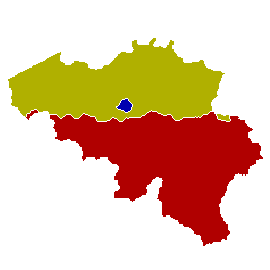
Flandria és Vallónia határát a flamand (holland) és a francia nyelveket elválasztó határ mentén húzták meg. Brüsszel hivatalosan is kétnyelvű város

1993 óta Belgium aszimmetrikus szövetségi alkotmányos monarchia. Ez azt jelenti, hogy az ország területi alapon és nyelvi-kulturális alapon 3-3 egységre oszlik, amelynek mindegyikének (elméletileg) önálló reprezentációja és törvényhozása (parlamentje) ill. végrehajtó hatalma (kormánya) van. Ezek a szubszidiaritás elve alapján működnek, és csak az országos jellegű kérdésekben van a szövetségi kormánynak és parlamentnek hatásköre. (Elvileg tehát 7 kormánya és 7 parlamentje van az országnak).
Területi alapon Belgium 3 régióra (region/gewest/Region), azon belül 10 provinciára vagy tartományra (province/provincie/Provinz) oszlik:
- Brüsszel régió (Bruxelles/Brussel/Brüssel)
- Flandria (Vlaanderen/Flandre/Flandern)
  - Antwerpen (Anvers/Antwerpen)
  - Flamand-Brabant (Vlaams-Brabant/Brabant-Flamand/Flämisch-Brabant)
  - Kelet-Flandria (Oost-Vlaanderen/Flandre Orientale/Ostflandern)
  - Limburg (Limbourg/Limburg)
  - Nyugat-Flandria (West-Vlaanderen/Flandre Occidentale/Westflandern)
- Vallónia (Wallonie/Wallonië/Wallonien)
  - Vallon-Brabant (Brabant Wallon/Waals-Brabant/Wallonisch-Brabant)
  - Hainaut (Henegouwen/Hennegau)
  - Liège (Luik/Lüttich)
  - Luxembourg (Luxemburg/Luxemburg)
  - Namur (Namen/Namur)

A flandriai, a vallóniai tartományok és a brüsszeli régió továbbtagolódnak kisebb adminisztratív területekre.
Nyelvi-kulturális alapon Belgium 3 közösségre (communauté/gemeenschap/Gemeinschaft),
oszlik:
- Flamand Közösség (hollandul: Vlaamse Gemeenschap, korábban: Holland nyelvű közösség, hollandul: Nederlandstalige Gemeenschap);
- Belgiumi Francia Közösség (franciául: Communauté française de Belgique);
- Német nyelvi közösség (németül: Deutschsprachige Gemeinschaft Belgiens).

A közösségek és a régiók területileg nem fedik egymást (ezért aszimmetrikus): a Brüsszel Fővárosi Régió kétnyelvű: területén laknak mind a Flamand mind a Francia közösséghez tartozó lakosok, a német nyelvű közösség területe teljes egészében a vallon régióban fekszik.
A Flamand régió és a Flamand közösség azonnal a megalakulás után (1993) egyesült, tehát csak egy törvényhozása és parlamenti képviselete és egy kormánya van. Ezért a gyakorlatban az elméleti 7 helyett csupán 6 kormány és népképviselet működik Belgiumban.

### Alkotmány, államforma

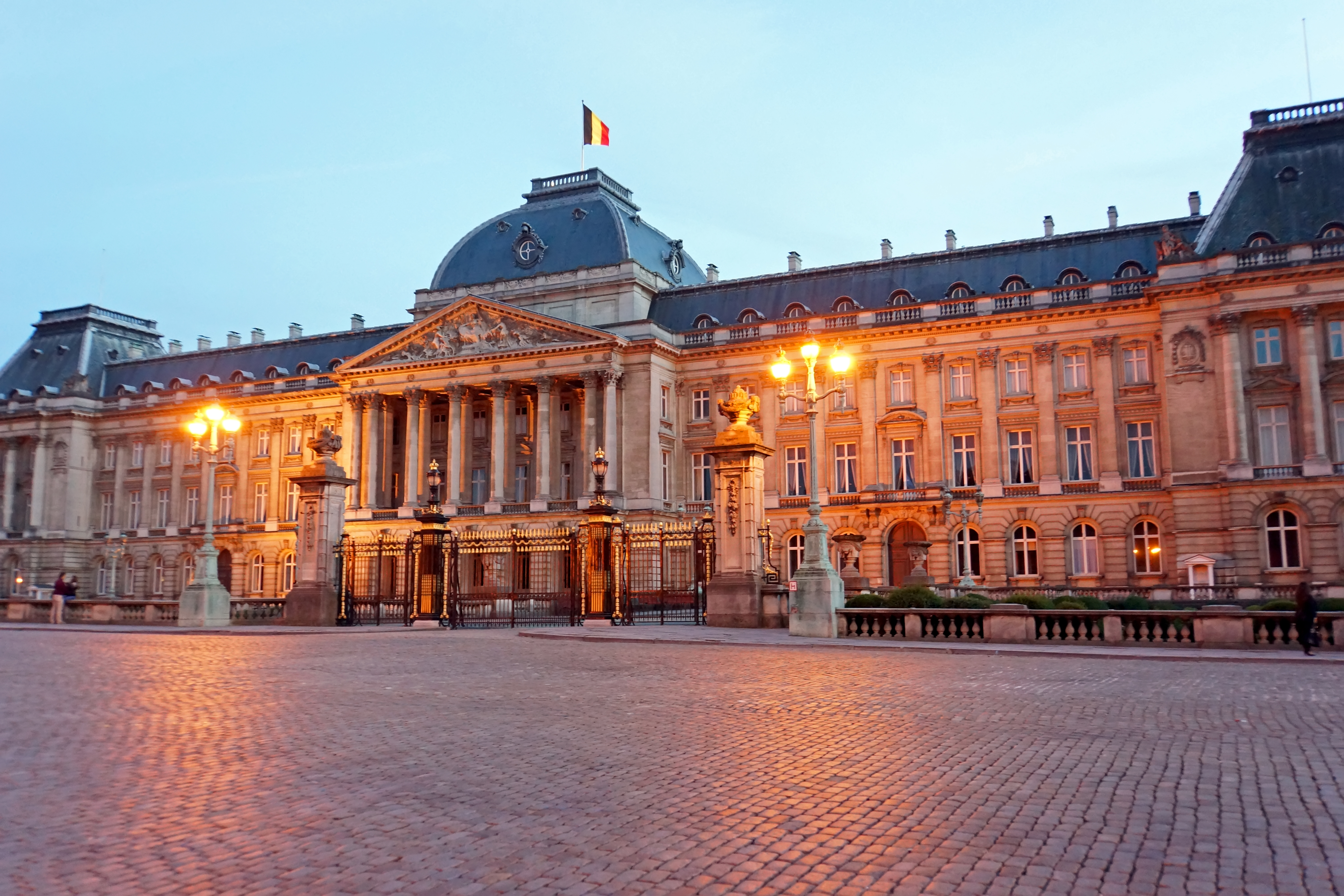
A királyi palota Brüsszelben

Belgium szövetségi állam alkotmányos monarchiával és parlamentáris demokráciával, amelynek élén I. Lipóttól egyenes ágon leszármazott király (vagy királynő, ez utóbbira még nem volt példa) tölti be az államfő szerepét. A kétkamarás szövetségi parlament egy Szenátusból és egy Képviselőházból áll. Az előbbi tagjai a közösségek és régiók által közvetlenül választott, szenior politikusokból és képviselőkből álló testület, míg a másik minden 18 év feletti belgát egy ún. „arányos szavazati rendszer”-ben képviselni hivatott testület. A tartományi és közösségi népképviselet egykamarás parlamentekben, közvetlen és listás választás útján választott képviselők által történik. Belgium egyike annak a néhány országnak, amelynek kötelező szavazórendszere van, így rendelkezhet az egyik legnagyobb részvételi eredményekkel a világon.

### Törvényhozás, végrehajtás, igazságszolgáltatás

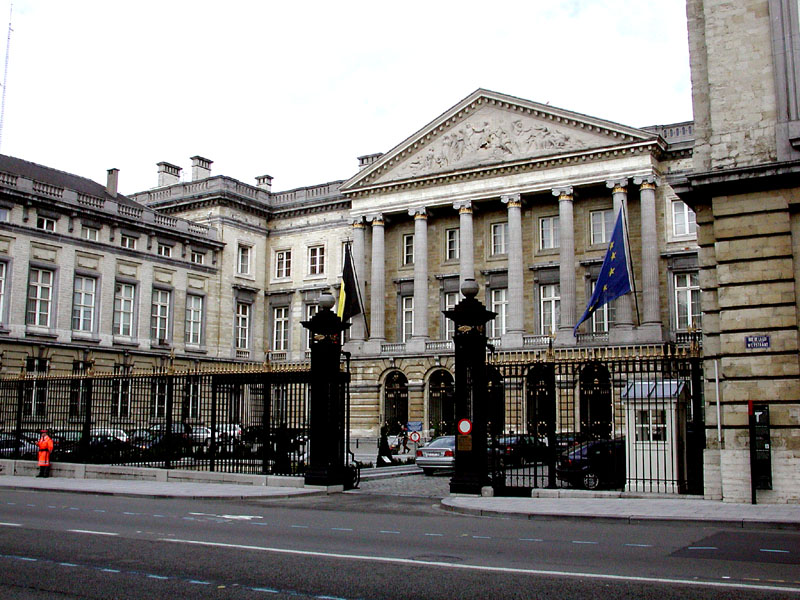
A "Palais de la Nation / Paleis der Natie", vagyis a Nemzet Palotája a belga szövetségi parlament székhelye Brüsszelben

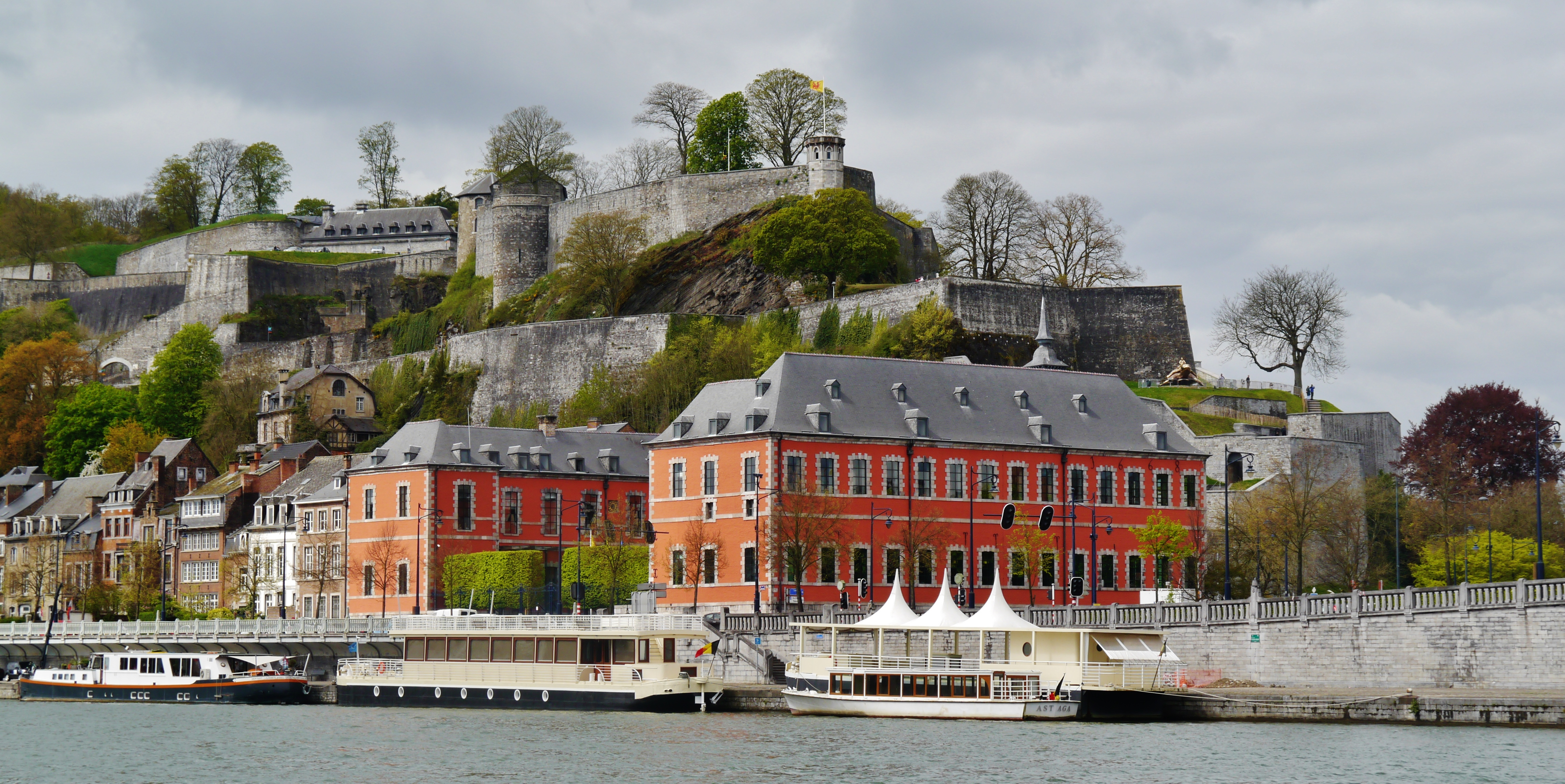
A vallon parlament épülete Namurben

Belgium kétkamarás törvényhozású, többpártrendszerű szövetségi állam. A szövetségi kormányt az uralkodó nevezi ki, de rendelkeznie kell a Képviselőház megbízásával. A kormány a miniszterelnök vezetése alatt áll. Tagjai közé holland és francia nyelvű minisztereket egyenlő arányban választanak. A király, vagy adott esetben a királynő az állam feje, limitált előjogokkal. A tényleges hatalom a miniszterelnök és a különböző tárcák kezében van. A törvényhozás polgári törvényeken alapszik, és a Code Napoléon-ból eredeztethető. A jogrendszer felépítését tekintve a „fellebbviteli bíróság” felett áll még a Cassation Court, Hof van Cassatie intézménye, ami a francia polgárjogon alapul.
Kiemelten fontos, a belga alkotmányt érintő kérdésekben az Alkotmánybíróság (Arbitrage hof/Cour d 'arbitrage) illetékes dönteni.
A három összetevőjű önkormányzat legmagasabb szintjén áll a kormány, amely a külpolitikai, fejlesztési-segélyezési, védelmi, katonai, rendőri, és gazdasági, szociális-jóléti, szociális-biztonsági, közlekedési, energiaügyi, kommunikációs és a tudományos-kutatási tárcákat vezeti. A kormány csak minimális hatalommal bír az oktatásban és a kultúrában, és a regionális végrehajtó hatalom adóztatási munkájának felügyeletét végzi. A tartományok és az alájuk tartozó helyi önkormányzatok rendelkeznek az adózás többi része, kb. 90%-a felett. A regionális önkormányzat nagyrészt területi és tulajdoni szabályozást végez, úgymint lakhatás, közlekedés stb. A régiókkal párhuzamosan (azonos szinten, de más területi és illetőségi körben) elhelyezkedő három nemzeti közösség (flamand, vallon és német) felügyeli az iskolákat, könyvtárakat és színházakat.
Az egyes illetékességi körök sokszor keverednek, ezért rendkívül nagy a bürokrácia. Az épületengedélyezés például egy a közoktatásba tartozó iskola számára Brüsszelben, a Brüsszeli regionális önkormányzathoz tartozik. Viszont az iskola mint intézmény a flamand önkormányzat szabályozása alatt áll, amennyiben az elsődleges nyelv flamand, illetőleg a franciához, ha az francia.
A hat parlamentnek összesen 631 képviselője van:
1. Szövetségi Parlament (a Szenátus 74 képviselő + Alsóház 150 képviselő)
2. Flamand Parlament (124 képviselő)
3. Francia Nyelvi Közösség Parlamentje (94 képviselő, melyből 75 a Vallon Parlament tagja plusz a Brüsszel Fővárosi Parlamentnek 19 francia nyelvű képviselője)
4. Vallon Parlament (75 képviselő)
5. A Német Nyelvi Közösség Tanácsa (25 képviselője)
6. Brüsszel Fővárosi Parlament (89 képviselő)

A hat kormányzat:
1. A Belga Szövetségi Kormány (21 miniszter és államtitkár)
2. Flamand Kormány (10 miniszter)
3. Vallon Kormány (9 miniszter)
4. Francia Nyelvi Közösség Kormánya (6 miniszter)
5. Brüsszel Fővárosi Kormány (5 miniszter en 3 államtitkár)
6. A Német Nyelvi Közösség kormánya (4 miniszter)

### Politikai pártok

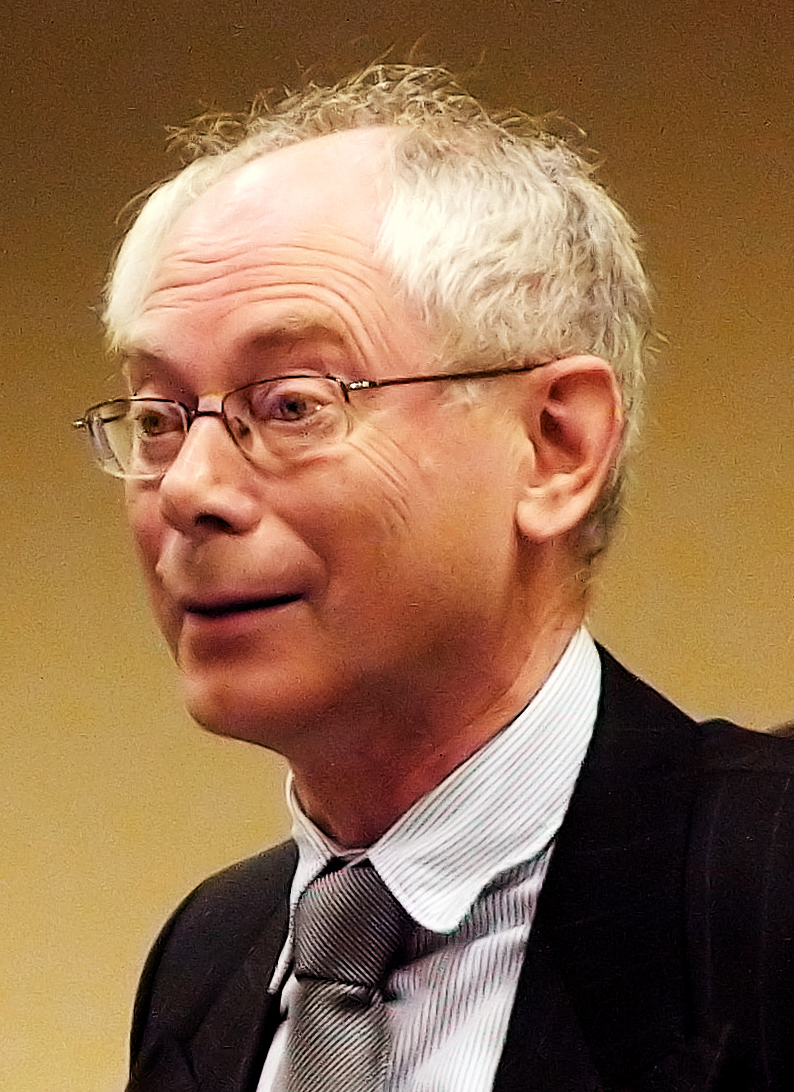
Herman Van Rompuy volt belga miniszterelnök lett az Európai Tanács első elnöke

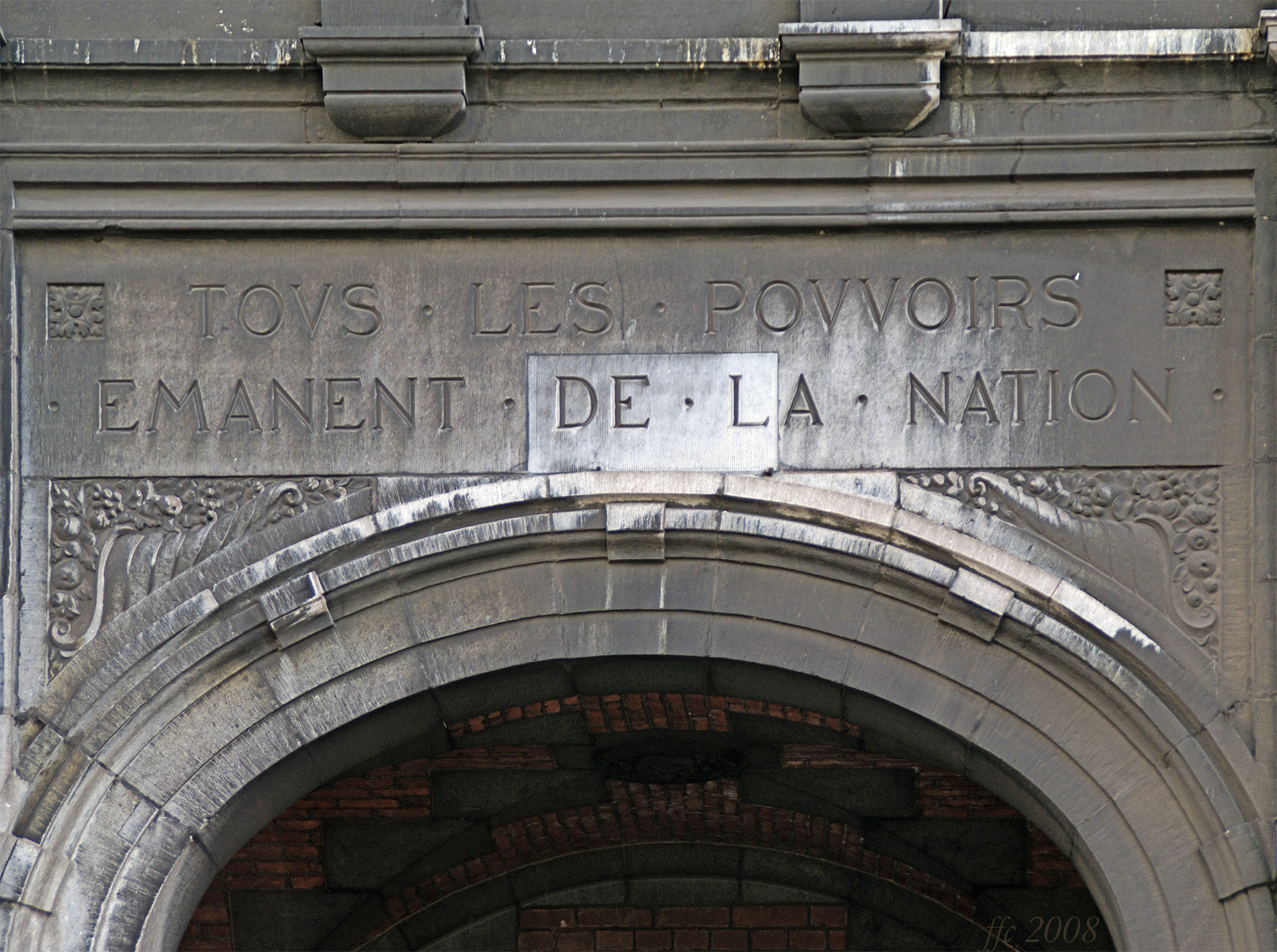
Chênée - idézet a belga alkotmányból a régi városháza épületén: "Tous les pouvoirs émanent de la nation" (33. cikk, 1. bekezdés: "minden hatalom a nemzettől származik")

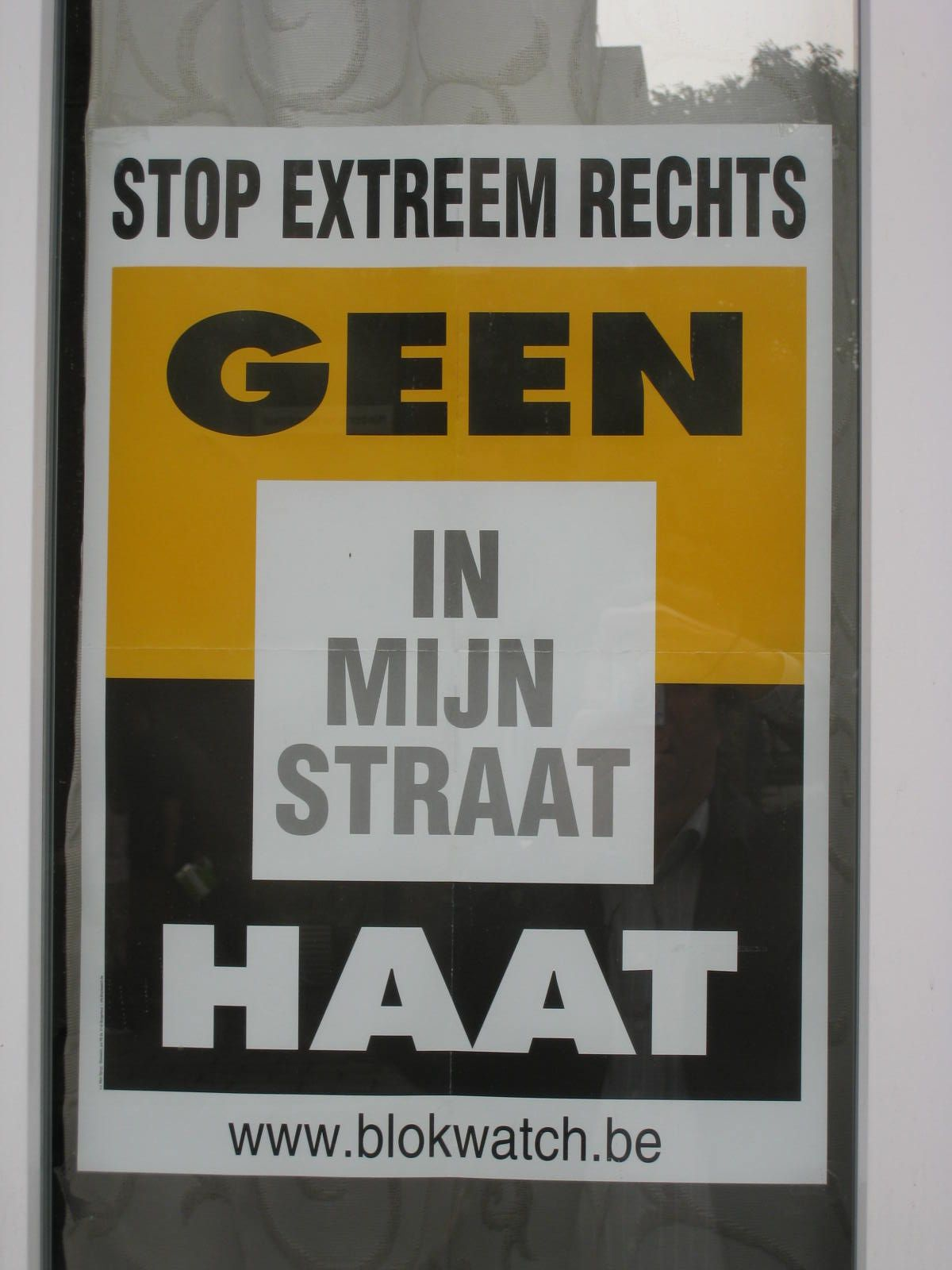
A szélsőjobboldali pártok ellen tiltakozó plakát

Belgium politikai szervezete összetett. Az 1960-as és 1970-es években a fontosabb, korábban országos érdekeltségű pártok nyelvi-területi alapon flamand ill. vallon pártokra oszlottak, és ezeknek a kulturális közösségeknek az érdekeit képviselik. A főbb pártok mind a két nyelvi közösségben, jóllehet mindegyik centrumpárt, három fő politikai családba tartoznak. A VLD és az MR a jobboldali (kék színnel szimbolizált) liberálisokhoz, a CD&V és az CDh a konzervatívabb (narancsszínnel jelképezett) kereszténydemokratákhoz, és az sp.a és az PS a baloldali (vörös színnel asszociált) szocialistákhoz. A korábbi nacionalista Népi unió (VU), illetve a hozzá kapcsolódó ID21 a 90-es években feloszlott, és a belőle alakult kisebb pártok, ill. egyes politikusok az említett három pártcsalád flamand pártjaihoz csatlakoztak (a progresszív-szocio-nacionalista Spirit a szocialistákhoz, a nemzeti Új Flamand Szövetség, az NVA a kereszténydemokratákhoz, egyes független politikusok pedig a liberálisokhoz). Fontos politikai tényező még a flamand és a vallon környezetvédő zöldpárt (a Groen! és az Ecolo). A szélsőjobboldali, szeparatista Flamand Érdek (Vlaams Belang), melynek elődjét a Flamand Blokkot 2005-ben a belga bíróság rasszista volta miatt elítélte, különösen azokban a nagyobb flamand városokban népszerű (Antwerpen és Mechelen), ahol sok bevándorló él. Szintén nyelvi érdekek alapján szerveződött a két francia-ajkú nacionalista párt, az FDF és az UF, illetve a német-ajkúak érdekeit képviselő PJU-PDB. A politikusokra hatással vannak különböző szervezetek – például Kereskedelmi Vállalkozók Szervezete, az Agrárszövetség, a három (kereszténydemokrata, szocialista, liberális) szakszervezet – lobbiérdekei.
A jelenlegi uralkodó, Fülöp apját, II. Albert belga királyt követte 2013-ban. 1999 és 2003 között Guy Verhofstadt VLD párti miniszterelnök vezette a hatpárti, liberális-szociáldemokrata-zöldpárti koalíciót, amit időnként „szivárvány kormányzat”-nak, gyakrabban pedig „lila-zöld koalíció”-nak is hívtak. Ez volt az első kormány kereszténydemokraták nélkül 1958 óta. A 2003-as választásokat követően Verhofstadt megkezdte második időszakát hivatalában, és liberális-szociáldemokrata koalíciót alakított négy párttal.
A két Verhofstadt-kormány egyensúlyba hozta a büdzsét, amit azonban az ellenzék és a Belga Állami Számvevőszék szerint csak számviteli trükkök és olyan egyszeri intézkedések meghozásával sikerült elérni, amelyek hosszú távon a nemzet érdekei ellen szolgálnak (például állami ingatlanok privatizálása és visszabérlése). A Verhofstadt előtti, Jean-Luc Dehaene (akkori CVP, jelenleg CD&V) vezette kormány bukása főleg a dioxin-válság miatt következett be. E nagy ételmérgezési botrány 1992-ben a Belga Élelmezési Hivatal létrehozatalát eredményezte, továbbá a Zöldek atipikusan magas részvételét hozta a parlamentben, valamint a környezetpolitika nagyobb hangsúlyosságát az első Verhofstadt kormány alatt.
A kereszténydemokrata párt részvétele nélküli Verhofstadt-kormány az etikai kérdéseket liberálisabb szemszögből kezelte, mint a korábbi kereszténydemokrata vezetésű kormányok, és megszavazta a könnyű drogok toleranciájáról szóló törvényt, valamint lehetővé tette az azonos neműek házasságát és az eutanáziát. A legutóbbi két parlamenti ciklusban a kormány, a Belga külpolitikai hagyományokhoz híven, aktív diplomáciát folytatott Afrikával és Afrika érdekében nemzetközi fórumokon, ellenezte a katonai közbelépést az Iraki krízis során, és szűkítette a nemzetközi háborús bűnösök törvény elé állíthatóságát is. A második ciklus végére a korábban széles támogatásnak örvendő liberális-szocialista kormány jelentősen vesztett népszerűségéből. Ebben szerepe volt annak, hogy Verhofstadt voluntarista politikai stílusa nem jelentett már akkora vonzerőt, mint kezdetben. A kormányfőt bírálták autokrata vezetéséért is, valamint elidegenítő hatással volt sokakra az ún. „nyílt vita kultúrája” is, melynek során a kormánykoalíció egyes tagjai a medián keresztül tárgyalták meg (sokszor meglehetősen éles szóváltások között) a vitás kérdéseket. Ezen túlmenően Flandriában a liberálisok (VLD) állandó belső viszályai és sorozatos látványos tagkizárásai (köztük több népszerű liberális politikusé), Vallóniában pedig a szappan-operába illő, véget nem érő korrupciós botrányok sorozata gyöngítette a „lila” kormány (PS)támogatottságát.
A 2007-es választásokat Flandriában a kereszténydemokraták (CD&V), Vallóniában pedig a liberálisok (MR) nyerték. A legtöbb szavazatot Yves Leterme kereszténydemokrata (CD&V) politikus kapta (több mint 800 000 egyéni szavazatot, annyit mint a második és harmadik helyen szereplő politikusok együttesen), akit II. Albert 2007 júliusában felkért kormányalakításra. A koalíciós tárgyalásokra a két kereszténydemokrata (CD&V, CDh) és a két liberális párt (VLD, MR) kapott meghívást, de a „narancs-kék” koalíciós tárgyalások [2007]. [augusztus 23]-án megrekedtek a flamandok által szorgalmazott átfogó államreform miatt (többek között a Brüsszel-Halle-Vilvoordei választókörzet felbontása, melyre a Legfelsőbb Bíróság kötelezi a Belga államot), amit azonban a vallonok (elsősorban a CDh) egyértelműen elutasítottak. Ezzel az ország pillanatnyi patthelyzetbe került.
2007. december 21-én ismét Verhofstadt alakíthatott kormányt, a flamand és francia kereszténydemokraták, a flamand és francia liberálisok, valamint a francia szociáldemokrata párt támogatásával. A kormány mandátuma csak 2008. március 20-áig szólt, amikor Yves Leterme miniszterelnök letette hivatali esküjét.
Az elmúlt húsz év tendenciája, vagyis a Flamand Érdekpárt (korábban Flamand Blokk), szélsőjobboldali nacionalista szeparatista párt feltörése a 2007-es választásoknál nem folytatódott, és a párt támogatottsága 30 százalék (!) körüli értéknél stagnált Flandriában (bizonyos választókörzetekben azonban ez az arány akár az 50%-ot is megközelíti). A többi parlamenti párt ún. „egészségügyi kordonnal” (cordon sanitaire) veszi körül ezt a pártot, ami azt jelenti, hogy a párttal semmi esetre sem kötnek koalíciót, így kormányalakításra nincs gyakorlati esélyük, de az önkormányzatok több helyütt csak úgy lehetségesek, hogy az összes többi párt (sokszor hat-hét, köztük szélsőbaloldali párt is) alkot koalíciót. Vallóniában a nacionalista Nemzeti Front (FN) nem számíthat jelentős támogatásra.

### Védelmi rendszer

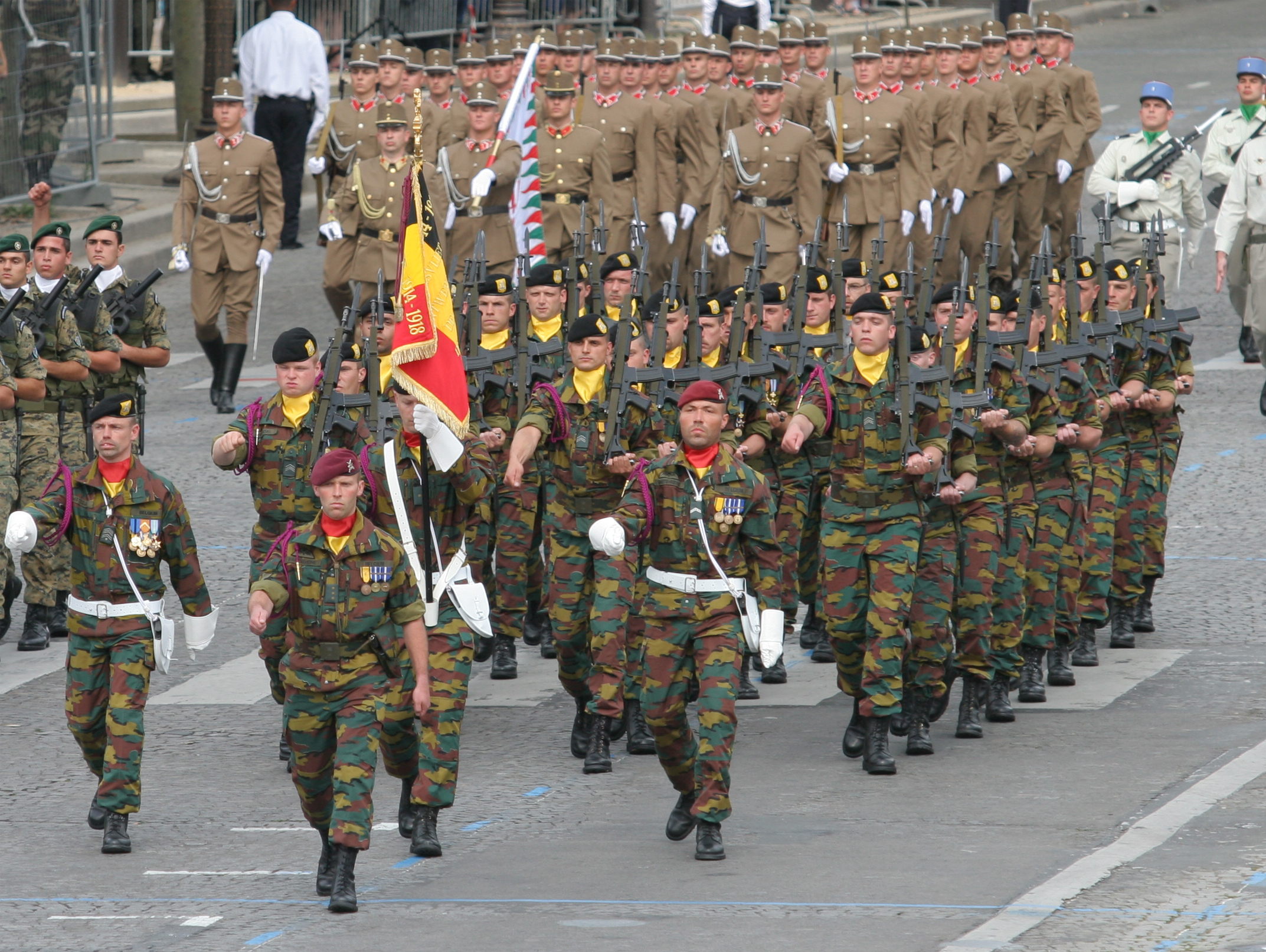
A belga szárazföldi erők egyik egysége 2007. július 14-én részt vett a párizsi Champs Elysées-i díszmenetben

Belgium hadereje négy részre (komponensre) tagolódik: három haderőnem, a szárazföldi csapatok, a légierő, a haditengerészet alkotja és az önállóan megszervezett egészségügyi csapatok, mely mindhárom haderőnemet támogatja. A négy részre osztott haderőt 2002-ben a modernizálás jegyében egységes parancsnokság alá rendelték és ezután hivatalos megnevezésük a belga védelmi erők "komponense".
Jelenleg körülbelül 34 000 fő szolgál a belga fegyveres erők négy komponensében, a védelmi költségvetés 2008-ban 2,77 milliárd euro volt (Belgium GDP-jének 1,3%-a). A négy komponens hadműveleti parancsnokságai (COMOPSLAND, COMOPSAIR, COMOPSNAV és COMOPSMED) a Védelmi Minisztérium Hadműveleti és Kiképzési Igazgatóságának vannak alárendelve.

## Népesség

### Népességének változása
| Lakosok száma | 3 786 556 | 7 405 570 | 9 463 667 | 9 741 720 | 9 848 647 | 9 967 379 | 10 192 264 | 10 511 382 | 11 150 516 | 11 584 008 |
|               | 1831      | 1920      | 1965      | 1973      | 1981      | 1990      | 1998       | 2006       | 2014       | 2022       |

### Demográfia

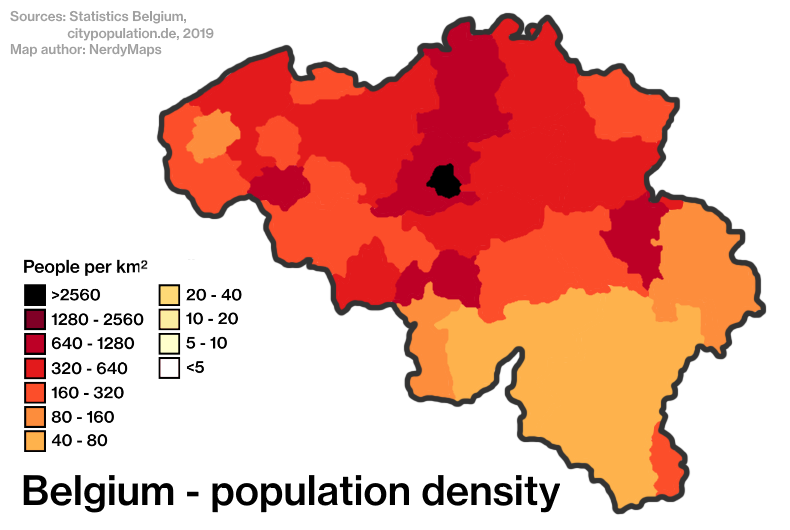
Belgium népsűrűsége 2019-ben

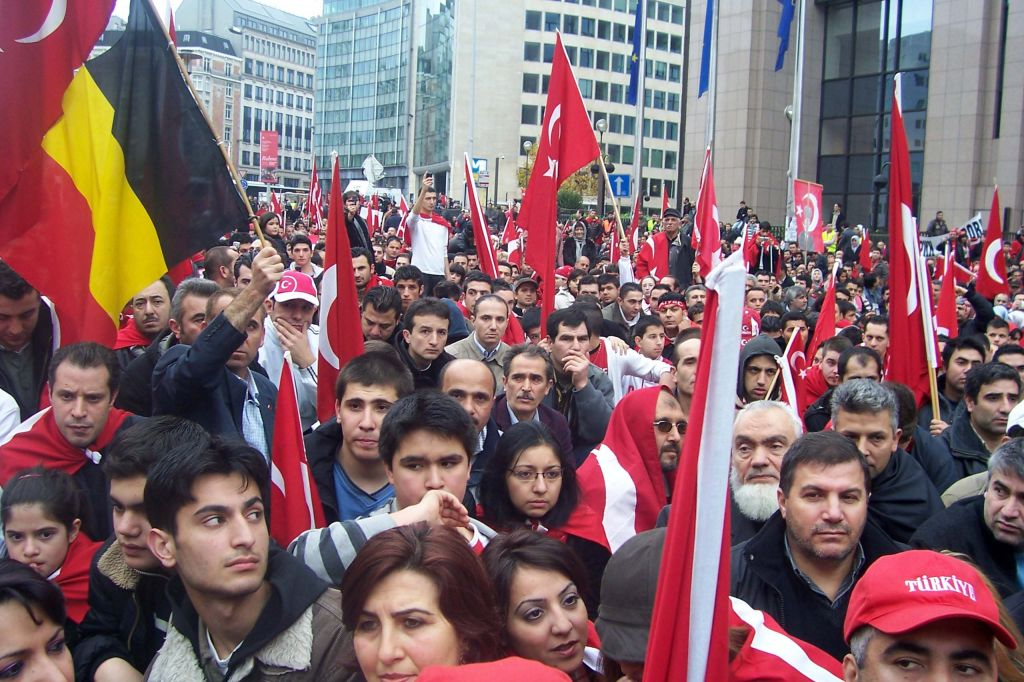
Belgiumban élő török bevándorlók és leszármazottaik felvonulása Brüsszelben

Belgium népsűrűsége (340 fő/km²) a második legmagasabb Európában Hollandia után (az olyan mikroállamot, mint Monaco, nem számítva). A legnagyobb népsűrűségű területek Brüsszel-Antwerpen-Gent-Leuven városok és agglomerációi (a „flamand rombuszként” is ismert terület), és más vidéki központok, mint Liège, Charleroi, Mons, Kortrijk, Brugge, Hasselt és Namur. Az Ardennek a legalacsonyabb népsűrűségű terület. 2010-es adatok szerint a Flamand Régió népessége 6 251 983, Vallóniáé 3 498 384 és Brüsszelé 1 089 538 fő. Túlnyomó többségük városi lakos (97,3% 1999-ben).
Egyéb demográfiai adatok:
- Korcsoportok szerinti megoszlás: 0–14 éves: 17,48%, 15–64 éves: 65,57%, 65+ éves: 16,95%
- Várható élettartam: férfiaknál 75 év, nőknél 81 év
- Népességnövekedési ráta: 0,16%
- Születési arány: 10,74‰
- Halálozási arány: 10,1‰
- Gyermekhalandóság: 4,7‰
- Termékenység: 1,6 gyerek/nő
- Migráció: 0,97‰

Belgium lakossága a becslések szerint 2025-re 10,9 millió körül lesz. A lakosság 2009–2010 között évi 0,81%-kal nőtt.

### Etnikai megoszlás
Mivel Belgium Nyugat-Európa központjában helyezkedik el, az utóbbi két évezredben számos kultúra és nép átjáróháza volt. A kelta, római, germán, francia, holland, spanyol és osztrák népek valóságos olvasztótégelye.
A belga lakosság 86%-a flamand vagy vallon, 9%-a olasz, marokkói, francia, török, német vagy holland, és 5%-a egyéb más nemzetiségű.

### Vallási megoszlás

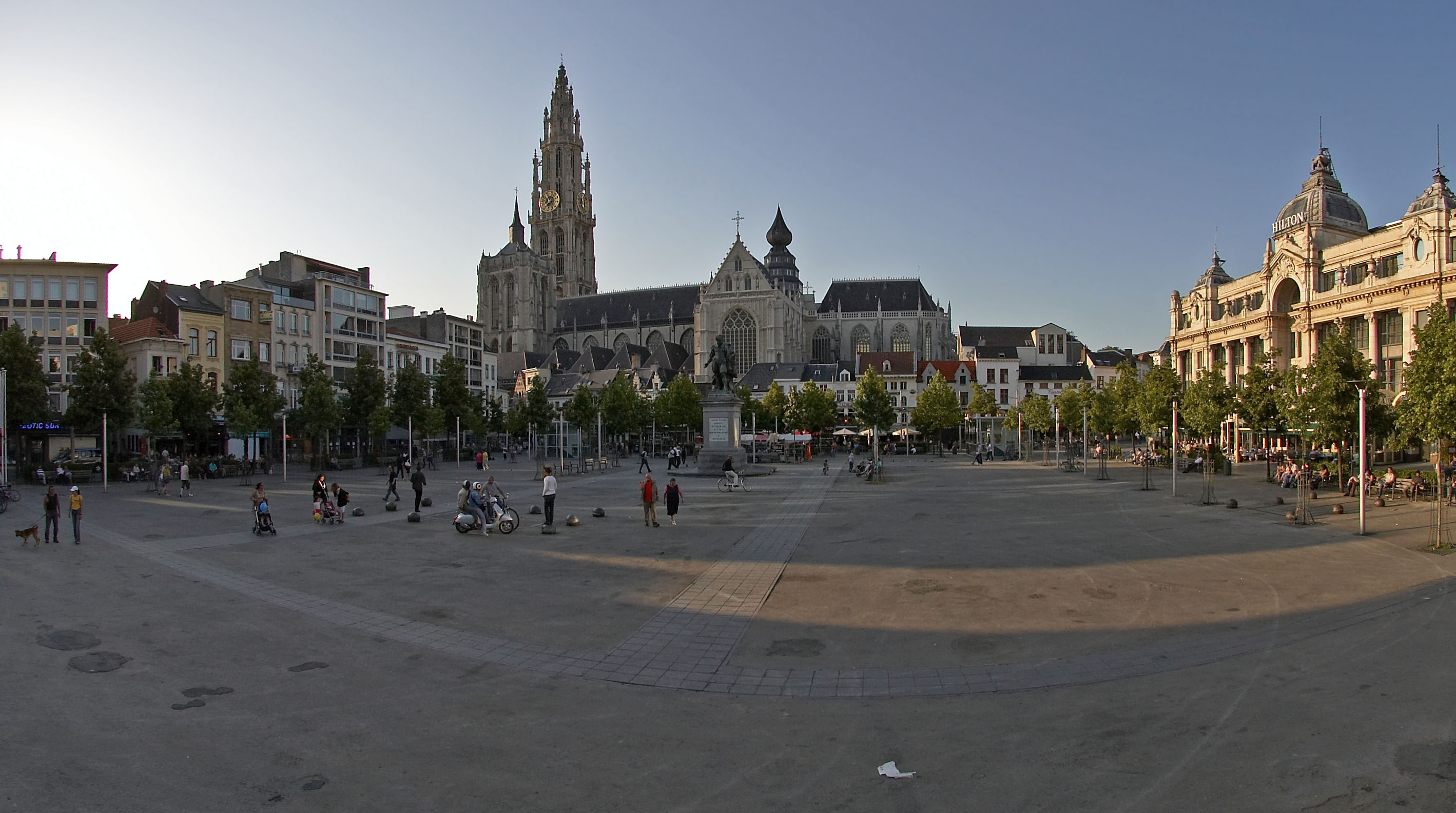
Antwerpen - A Groenplaats tér, háttérben az antwerpeni Miasszonyunk-székesegyház épülete

A vallásos lakosok többsége katolikusnak vallja magát mind a vallonok, mind a flamandok körében.
A Sonecom intézet 2008-as felmérése szerint a vallonok 46%-a vallja magát katolikusnak, 17%-a ateistának, 10%-a pedig agnosztikusnak. A francia nyelvű közösség 12%-a viszont muzulmán; arányuk Brüsszelben 33%-os. Más szempontból vizsgálva a frankofonok 68%-a vallja magát hívőnek, közülük 25% gyakorolja is vallását, 42% viszont nem gyakorló hívő.
A belga püspöki kar felkérésére a Leuveni Katolikus Egyetem által készített felmérés szerint a belgák 7%-a vesz részt hetente legalább egy misén, és házasságkötések 27%-a történik az oltár előtt. A keresztelők aránya az 1998-as 65%-ról 57%-ra esett vissza.
A templomba járók aránya régiónként erősen változó. Egyes vidéki flamand körzetekben ez 90%-os, a nagyvárosokban viszont helyenként alig észlelhető.

### Nyelvi összetétel
|                 |                 |               |
| holland terület | francia terület | német terület |

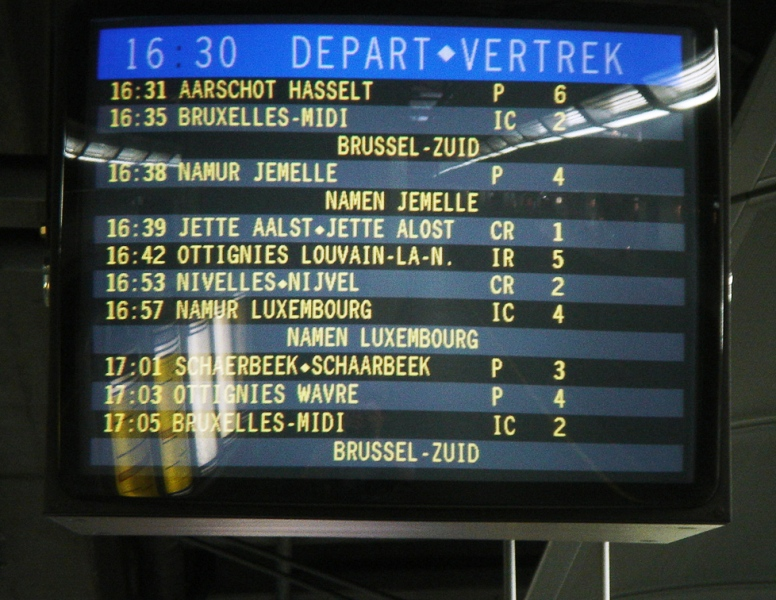
Kétnyelvű (holland-francia) forgalmi kijelző egy brüsszeli pályaudvaron

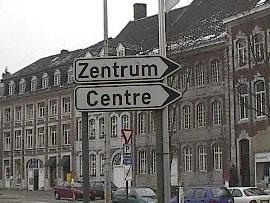
Német és francia nyelvű tábla Eupen központjában

Belgium kettős kulturális határt képez a germán és latin nyelvű népek között, ezért nyelvileg megosztott. Belgiumnak három hivatalos nyelve van: a holland (valójában a holland nyelv flandriai változata, amelyet a belgák mindkét nyelvi régióban flamand nyelvnek is neveznek), a francia és a német, ám ezek hivatalos használata területileg van szabályozva. Flandriában kizárólag a holland számít hivatalos nyelvnek, Vallónia francia nyelvű területein a francia, és német nyelvű területein pedig a német és a francia. Brüsszelben mind a holland, mind a francia hivatalos nyelv. A Brüsszel környéki települések speciális szabályozásban részesülnek, itt ugyanis a lakosság többsége vagy jelentős hányada francia nyelvű (főleg ide betelepült gazdag vallonok), de közigazgatásilag történelmi-földrajzi okokból kifolyólag Flandriához tartoznak. Ezeken a településeken a holland a hivatalos nyelv, de a lakosok írásban kérvényezhetik, hogy hivatalos ügyeiket franciául intézhessék. Ezt a kérvényt évente újra be kell nyújtani. Ennek a speciális szabályozásnak a véglegessége vitatott: a flamandok szerint a rendszer kifutó szabályozás (előbb-utóbb véget kell érnie, tehát a betelepült franciaajkúak is tanuljanak meg hollandul), a vallonok szerint viszont örökös kiváltság (ami reményeik szerint végül is ezen településeknek Brüsszelhez való csatolását fogja eredményezni). A lakosság több mint fele holland ajkú, a francia a második nyelv, a német anyanyelvű emberek száma kevesebb mint 1%.
A népesség 59%-a, 6,18 millió fő északon, nagyrészt a flandriai részen hollandul beszél. A francia nyelvet a népesség 40%-a beszéli: 3,29 millió a déli Vallon Régióban (vallonok) és egy kb. 0,88 milliós lakosság a hivatalosan kétnyelvű Brüsszel fővárosi régióban (brüsszeli franciák), vagyis a brüsszeliek 85-90%-a. Csak a kisebbség beszél itt hollandul, annak ellenére, hogy ez volt a helyi nyelv még nem sokkal Belgium függetlenné válása előtt is.
A Belgiumban beszélt holland (flamand) és a belga–francia nyelv szókészletében és szemantikájában kisebb különbségek találhatók a Hollandiában beszélt holland és Franciaországban beszélt francia nyelvhez képest. Sokan beszélik még a flamand dialektusait is. A francia nyelvvel rokon vallon nyelvet azonban, amely valamikor a vallon terület fő dialektusa volt, csak elvétve, nagyrészt az idősek beszélik és értik. Ezt a franciát olyan más dialektusaihoz hasonlóan, mint a pikard és limburgi, már nem használják a társalgási nyelvben.
A belgák kevesebb mint egy százaléka, kb. 70 000 ember német nyelvű közösségben él a Vallon Régió keleti részén, főleg a német határ mentén. Lásd: Belgium német nyelvközössége.
A nyelvi diverzitás gyakran vezet politikai és kulturális konfliktushoz, és leképeződik Belgium komplex kormányzati rendszerében, politikatörténetében.

## Gazdaság

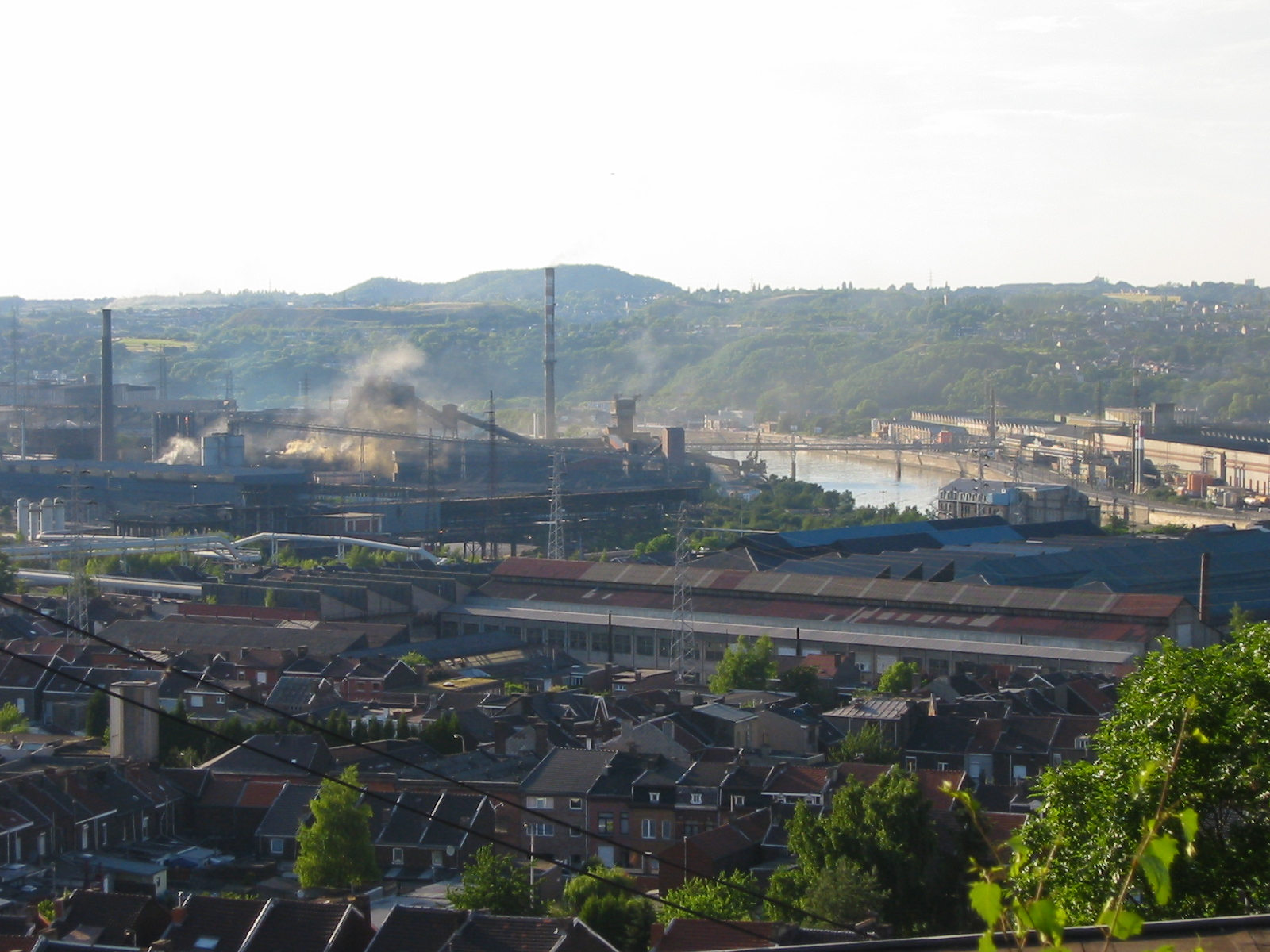
Acélművek Liège körzetében

Fejlett ipari ország. Belgium volt a kontinentális Európa első országa, ahol lezajlott az ipari forradalom, az 1800-as évek elején. A bányászat és az acélipar Liège és Charleroi környékén gyors fejlődésnek indult, és helyzetét megőrizte egészen a 20. század közepéig. A fejlődés nem volt zökkenőmentes, az 1840-es évekre a flandriai textilipar súlyos válságba került, és 1846 és 1850 között Flandriában éhínség pusztított. A második világháború után a vegyi- és olajipar indult gyors fejlődésnek Gent és Antwerpen környékén.
Az 1973-as és az 1979-es olajválságok hosszas recesszióba taszították a belga ipart, amiből az acélgyártás egészen máig nem is tért magához. Azóta is folyamatosan csökken az acélipari termelés, ami jelentősen gátolja Vallónia tartomány fejlődését.
Az 1980-as és 90-es években az ország gazdasági centruma folytatta észak felé tolódását a flandriai vidékekre. Manapság az ipar a népes flamand részen van, északon.
Az 1980-as évek végére Belgium makroökonómiai politikája kumulatív kormányzati adósságot eredményezett (12%). Jelenleg a büdzsé egyensúlyban van és az adósság a GDP 87,53%-a. 2005-ben a valós növekedés kb 1,5% volt míg az OECD prognózisa 2006-ra 2,9%.
Belgiumnak különösen nyitott a gazdasága. A kikötők, csatornák, vasutak és utak kitűnő közlekedési infrastruktúráját fejlesztette ki, hogy integrálja iparát minden szomszédjával. Az antwerpeni kikötő a második legnagyobb európai kikötő, és Zeebrugge, Brugge modern kikötője is fontos európai kikötőállomás. Az EU egyik alapító tagjaként Belgium erősen támogatja az EU hivatalok kiterjesztését, hogy integrálja a taggazdaságokat. 1999-ben Belgium bevezette az eurót, az egységes európai fizetőeszközt, mely 2002-ben felváltotta a belga frankot.
2015-ös adat alapján a munkatermelékenység szintje itt volt az egyik legmagasabb Európában.

### Mezőgazdaság
Fő termények és áruk: cukorrépa, burgonya, búza, saláta, kukorica, árpa, körte; tej, sertéshús, baromfi.

### Ipar
Olyan alapanyagokat és félkész termékeket importál, amelyeket tovább dolgoznak fel és újra exportálnak. Mindazonáltal a legtöbb hagyományos ipari ágazat is képviselteti magát a gazdaságban, pl. a vegyszergyártás, az élelmiszerfeldolgozás, az autógyártás, a gépgyártás, de a gyógyszeripar, az elektronikai ipar  is, stb.

### Külkereskedelem
A belga gazdaság erősen külkereskedelem-orientált, különösen a magas hozzáadott értékű termékekben. 
- A fő importáruk: élelmiszer, gépek, nyers gyémánt, kőolaj és kőolajszármazékok, kemikáliák, ruházat és kiegészítők, illetve textíliák.
- Fő exportcikkei: gépkocsi, élelmiszerek és élelmiszertermékek, csiszolt gyémánt, textíliák, műanyagok, petrolkémiai termékek, vas, acél és egyéb fémek. 1922 óta Belgium és Luxemburg egyöntetű kereskedelmi piacot alkot határ- és valutaunióval, Belga–Luxemburgi Unió néven.

Fő kereskedelmi partnerei 2017-ben:
- Import:  Hollandia 17,3%,  Németország 13,8%, Franciaország 9,5%, Egyesült Államok 7,1%, Egyesült Királyság 4,9%
- Export:  Németország 16,6%,  Franciaország 14,9%, Hollandia 12%, Egyesült Királyság 8,4%, Olaszország 4,9%, Egyesült Államok 4,8%

## Közlekedés

### Vasút
Vasútvonalak hossza: 3422 km.  Brüsszelben, Antwerpenben, Gentben és Charleroiban is jól fejlett városi vasúthálózat működik.

### Vízi
Antwerpen a világ egyik legforgalmasabb kikötője. Jelentősebb tengeri kikötő még: Bruges-Zeebrugge, Gent, Oostende.

## Telekommunikáció
| Hívójel prefix | ON-OT |
| ITU zóna       | 27    |
| CQ zóna        | 14    |

## Kultúra

Bábel tornya. Id. Pieter Bruegel olajfestménye (1563)

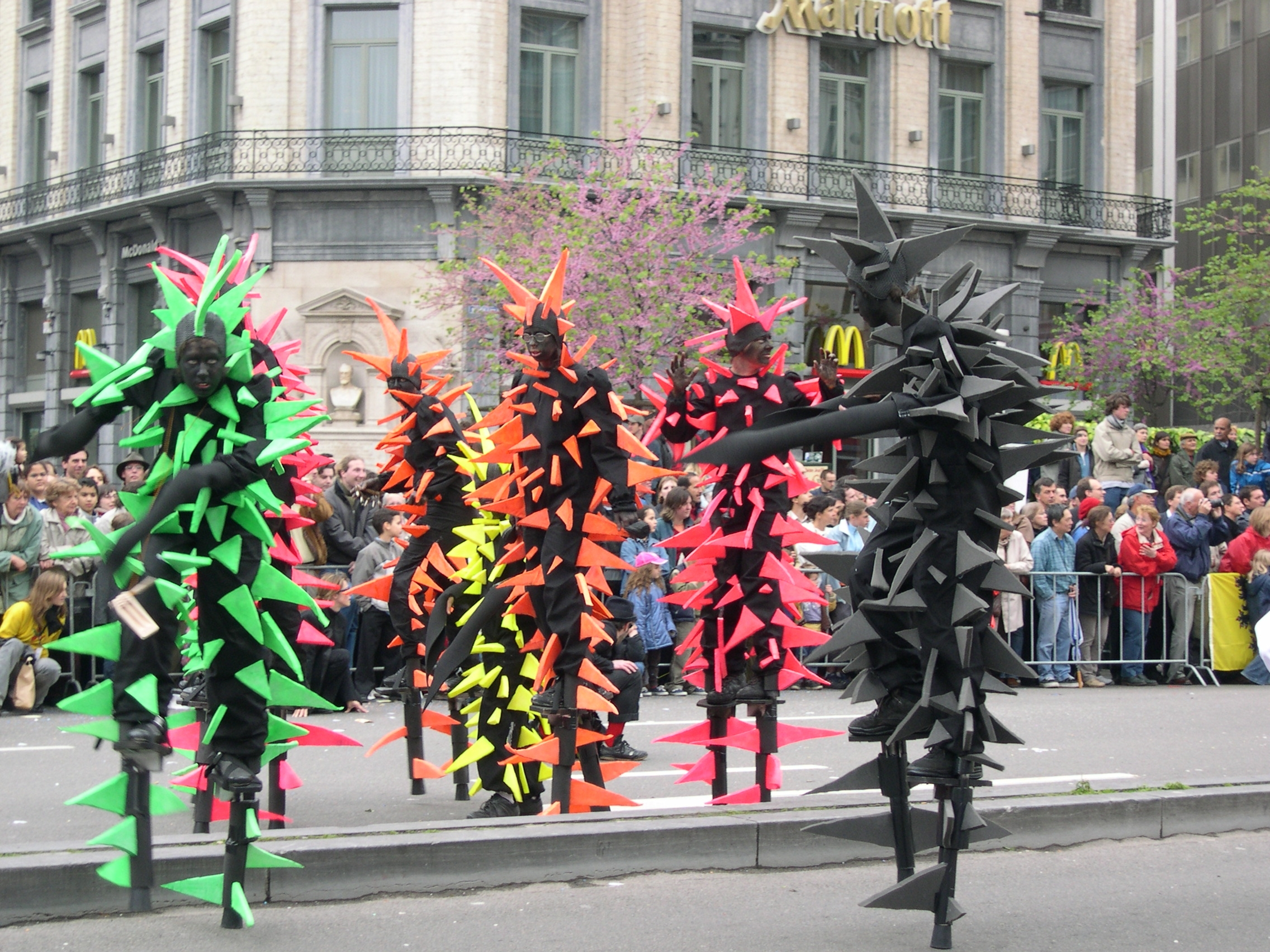
Zinneke felvonulás Brüsszelben

Belgium kulturális élete, az ország nyelvi felosztásának megfelelően, két külön területre, a flamand és a vallon közösségek kulturális életére bontható fel. Bár lényegében a vallon és a flamand kultúra nagyon hasonló, de a meglévő és várhatóan fokozódó különbségek miatt nem lehet egységes belga kultúráról, belga társadalmi életről, belga médiáról vagy akár pártrendszerről beszélni. Még a belga katolikus egyház is, amely egyike a kevés megmaradt közös nemzeti intézményeknek, a nyelvi megosztásnak megfelelően módosította az egyházmegyék határait. A szövetségi állam kialakításának folyamata során számos mesterséges korlátot is emeltek a közös kultúra kialakulása elé: az 1970-es évek óta nincsenek kétnyelvű egyetemek (a Királyi Hadtudományi Akadémia kivételével), a közszolgálati televízió és rádió két külön regionális csoportra bomlott fel, minden régióban külön pártok képviselik a szocialistákat, a kereszténydemokratákat és a liberálisokat. Ma már nincsen egyetlen nagy kulturális vagy tudományos szervezet sem, amelyben mindkét közösség tagjai egyformán részt vesznek és az országot korábban összetartó erők – a katolikus vallás és a hollandok iránti ellenszenv – is egyre kisebb szerepet játszik a mindennapi életben.
A mai politikai és kulturális megosztottság ellenére Belgium, illetve korábban Németalföld jelentős kulturális centrum volt, amely a középkor és az újkor során jelentős befolyást gyakorolt az európai művészet és kultúra fejlődésére.

### Iskolarendszer
Belgium oktatási rendszerét a három közösség felügyeli és nagyrészt azok is finanszírozzák. A szövetségi kormány csak néhány alapvető kérdésben jogosult dönteni (mint pl. az iskolakötelezettség alsó és felső határa), illetve hozzájárul a közösségi iskolák fenntartásához. A három közösség iskolarendszere lényegében megegyezik, kis helyi különbségekkel:
- közösségi iskolák: ezeket az egyes közösségek tartják fenn és felügyelik
- támogatott állami iskolák: ezeket a közösségek pénzügyi támogatásban részesítik, de az egyes települési önkormányzatok működtetik
- támogatott magániskolák: a közösségek pénzügyileg támogatják ezeket az iskolákat, amelyeket szervezetek (nemritkán a katolikus egyház) üzemeltetnek

Az utóbbi csoportba tartozik a legtöbb iskola. Az iskolakötelezettség alsó kora 6, felső kora 18 év. Egy 2003-as tanulmányban a belga tanulók jó eredményt értek el, jelentős regionális különbségekkel: a flamand iskolákban tanulók eredményei felülmúlták a német közösség által üzemeltetett iskolák tanulóinak eredményeit, akik felülmúlták a francia közösség tanulóinak eredményeit.
Az iskolák és az oktatási rendszerek között megnyilvánuló különbségek miatt számos francia nyelvű szülő adja flamand iskolába gyermekeit, elsősorban Brüsszel környékén, illetve a kétnyelvű településeken.
A felsőoktatás is a flamand, illetve a francia közösség kompetenciája. A középiskolai diplomával rendelkezők általában szabadon iratkozhatnak be bármelyik egyetemre, bár egyes egyetemek (orvosi, mérnöki, művészeti) felvételi vizsgákat szerveznek. A felsőoktatás 3 évig (főiskolai diploma) vagy 5 évig (egyetemi diploma) tart. Belgium legnevesebb egyetemei a holland tannyelvű Leuveni Katolikus Egyetem (amelynek magyar kollégiuma a Collegium Hungaricum), a Brüsszeli Szabadegyetem (francia és holland tannyelvű), a Genti Egyetem és a francia tannyelvű Université Catholique de Louvain

### Művészetek
- Építészet: Victor Horta, Henry van de Velde, Paul Hankar
- Képzőművészetek: Belgium híres fiai többek között a festők, Hubert van Eyck, Jan van Eyck, Anthony van Dyck, Id. Pieter Bruegel, Paul Delvaux és Peter Paul Rubens.
- Irodalom
- Filmművészet

Itt született Jean-Claude Van Damme.
- Zene: César Franck, Henri Vieuxtemps, Jacques Brel, Viktor Lazlo, Auguste Dupont, Léon Soubre, Joseph Jacob, Paul Gilson és Gustave Huberti. Továbbá: Belgium az Eurovíziós Dalfesztiválokon.

### Gasztronómia

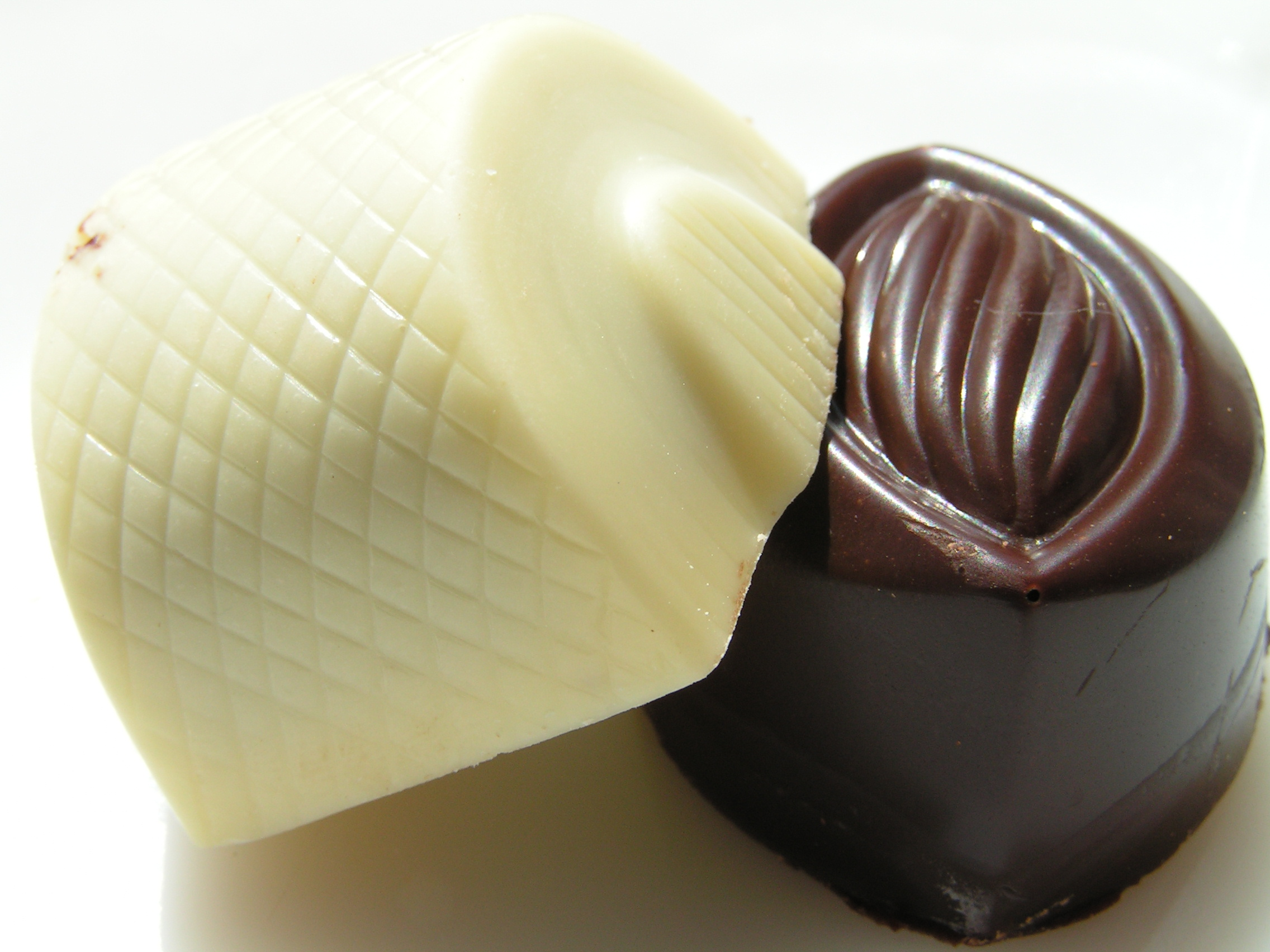
Belga töltött pralinék

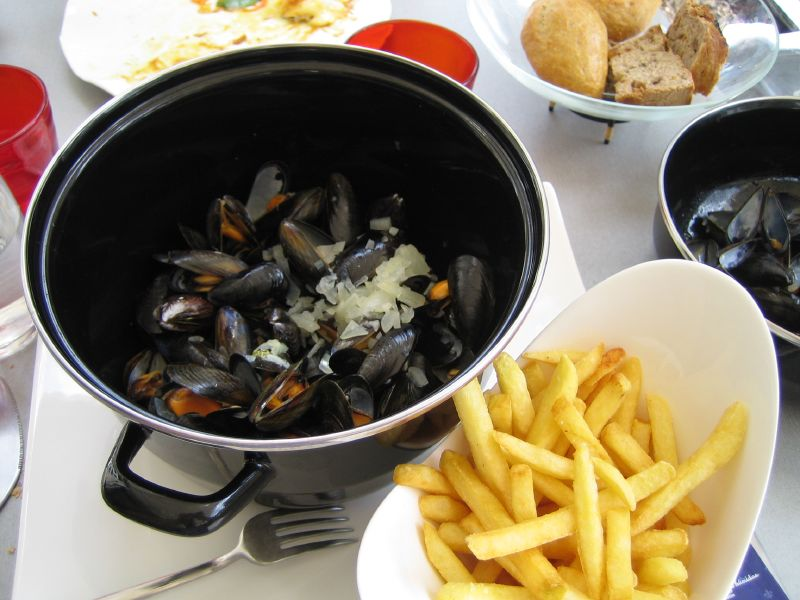
Belgium "nemzeti eledele", főtt kagyló sült krumplival (Moules marinières avec pommes frites)

A belga konyhának, bár nem olyan jól ismert, mint a déli szomszéd, mégis meglehetősen jó hírneve van. Számos kiemelkedő belga étterem található meg a leghíresebb éttermi útmutatók, mint pl. a Guide Michelin lapjain.
Flamand-Brabant tartomány egyik európai szinten elismert terméke a flamand asztali szőlő vagy belga csemegeszőlő, amelyet üvegházban termesztenek, egyes fajták pedig hatalmas, akár két kilós fürtöket is teremnek. A belgák emellett imádják a gofrit (gaufres / waffle) és a sült krumplit, amelyet - angol nevével ellentétben (french fries) - a belgák találtak fel, és az első világháborúban Lille környékén állomásozó amerikai katonák révén kapta nevét. A nemzeti konyha specialitásai még a kagylók, amelyeket zöldséges-tejszínes-fehérboros lében megpárolva, sült krumplival tálalnak, illetve a steak, szintén sült krumplival esznek.
Belgium másik ismert terméke a csokoládé, illetve a csokoládéalapú pralinék. A legismertebb márkák a Callebaut, Côte d'Or, Neuhaus, Leonidas, Guylian, Galler és Godiva, amelyeket világszerte mindenhol árulnak.
Az italok terén leghíresebbek a belga sörök, amelyekből 500 fajtát készítenek ma is. Ezek közül sokat csak Belgiumban gyártanak, mint pl. a híres apátsági söröket. A Westvleteren apátság által előállított trappista típusú sört a világ egyik legjobbjaként tartják számon.
A világ legnagyobb sörtermelőjének, az Anheuser-Busch InBev vállalatnak is Belgiumban, Leuven városban van a központja.

### Ünnepnapok

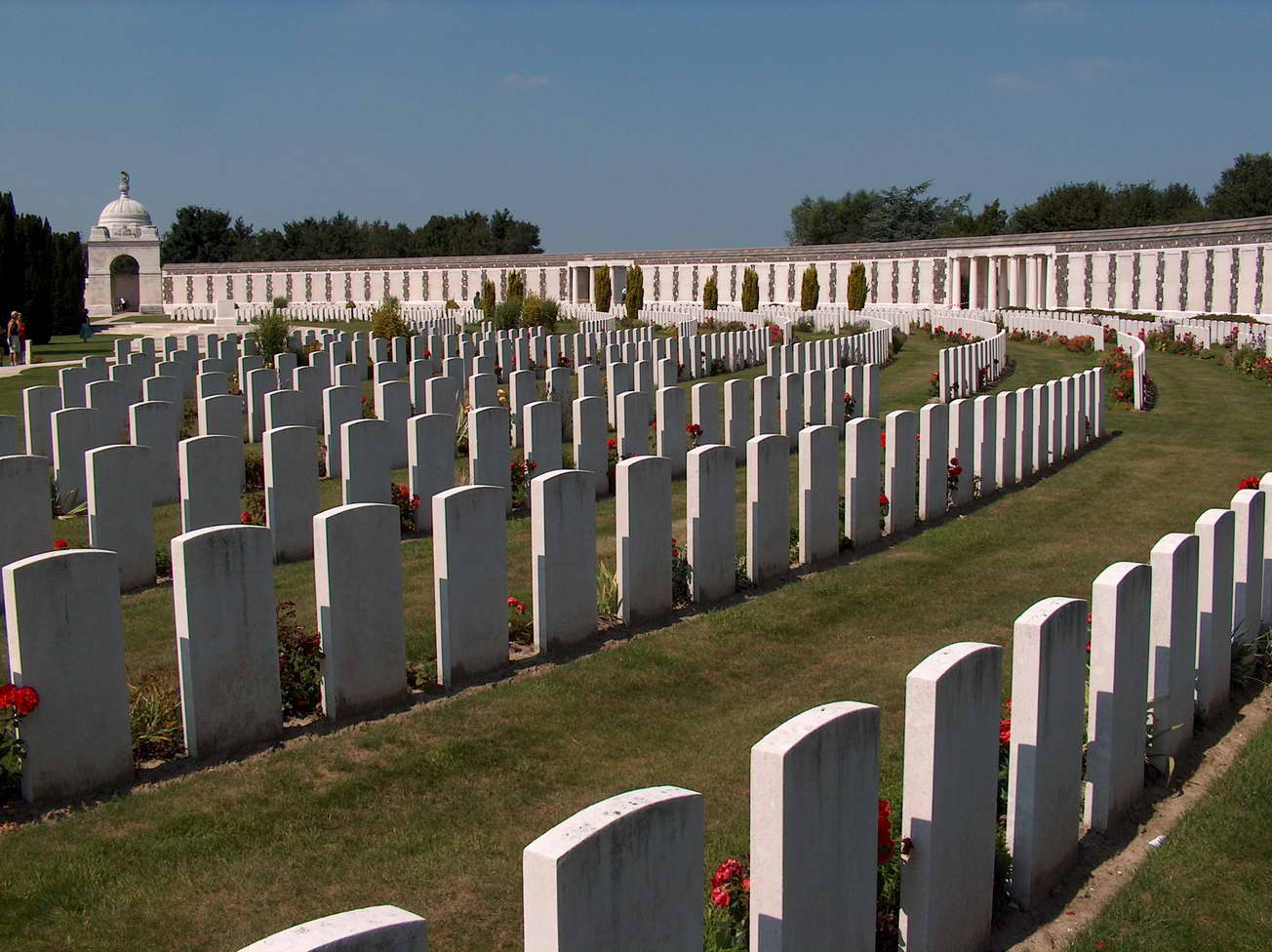
A Tyne Cot brit katonai temető Passendale közelében

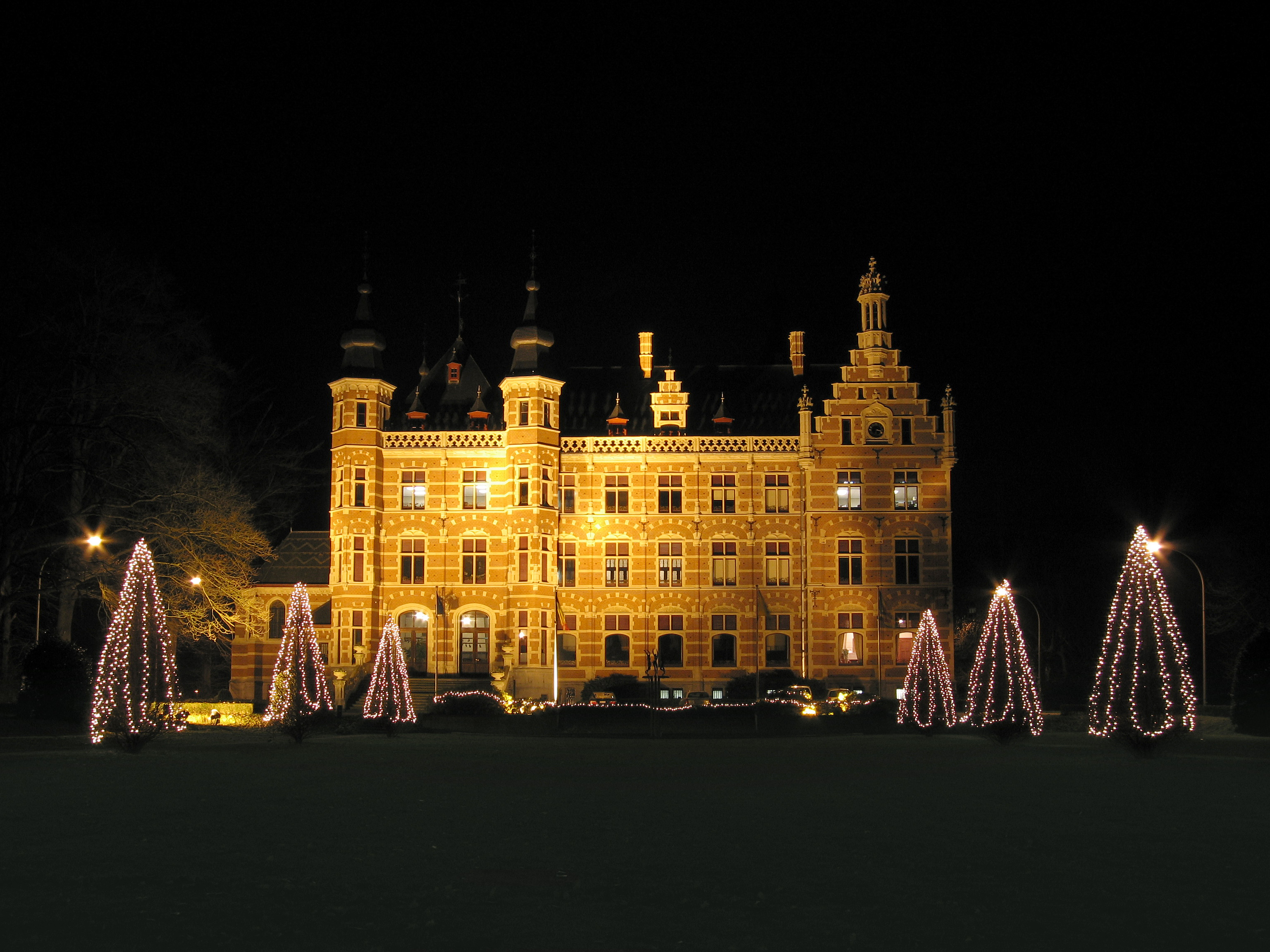
Westerloo városházája karácsonykor

Belgiumban 10 hivatalos munkaszüneti nap van:
- január 1.: Újév
- március/április: Húsvét hétfő
- május 1.: a munka ünnepe
- május-június: Áldozócsütörtök (a húsvét utáni hatodik csütörtök)
- június: Pünkösd hétfő (a húsvét utáni hetedik hétfő)
- július 21.: Belgium nemzeti ünnepnapja (I. Lipót trónra lépésének évfordulója),
- augusztus 15.: nagyboldogasszony ünnepe
- november 1.: mindenszentek napja
- november 11.: az első világháborút lezáró fegyverszüneti egyezmény napja
- december 25.: karácsony

Amennyiben ezen ünnepnapok valamelyike hétvégére esik, minden munkavállaló plusz egy szabadnapra jogosult a kieső hivatalos munkaszüneti nap helyett.
Nem hivatalos munkaszüneti nap (csak az érintett közösségek ünneplik):
- július 11.: a flamand közösség ünnepnapja
- szeptember 27.: a francia közösség ünnepnapja
- november 15.: a német nyelvi közösség ünnepnapja

November 15-én ünnepli Belgium a Király Napját (eredetileg a Dinasztia Napja). Első alkalommal 1866-ban került sor erre a megemlékezésre, amelyet az első belga uralkodó emlékére Szt. Leopold napjára szerveztek. A jelenlegi uralkodó, Fülöp király, hagyományosan nem vesz részt az ünnepi misén és a nap során szervezett megemlékezéseken, a királyi palota előtt elhaladó katonai díszmeneten, illetve a szövetségi parlamentben szervezett ünnepi ülésen. A nap a közalkalmazottaknak munkaszüneti nap.

## Sport
Belgiumban a labdarúgás és a kerékpározás a legnépszerűbb sportágak.

### Labdarúgás
Jean-Marie Pfaff, a belga labdarúgó-válogatott korábbi kapusa, a labdarúgás történelmének legnagyobb kapusai közé tartozik. Belgium nemrég Hollandiával közösen igyekezett elnyerni a 2018-as FIFA-világbajnokság rendezési jogát. Mindkét ország rendezett már labdarúgó-Európa-bajnokságot. Belgium legutoljára 1972-ben volt a bajnokság házigazdája. 

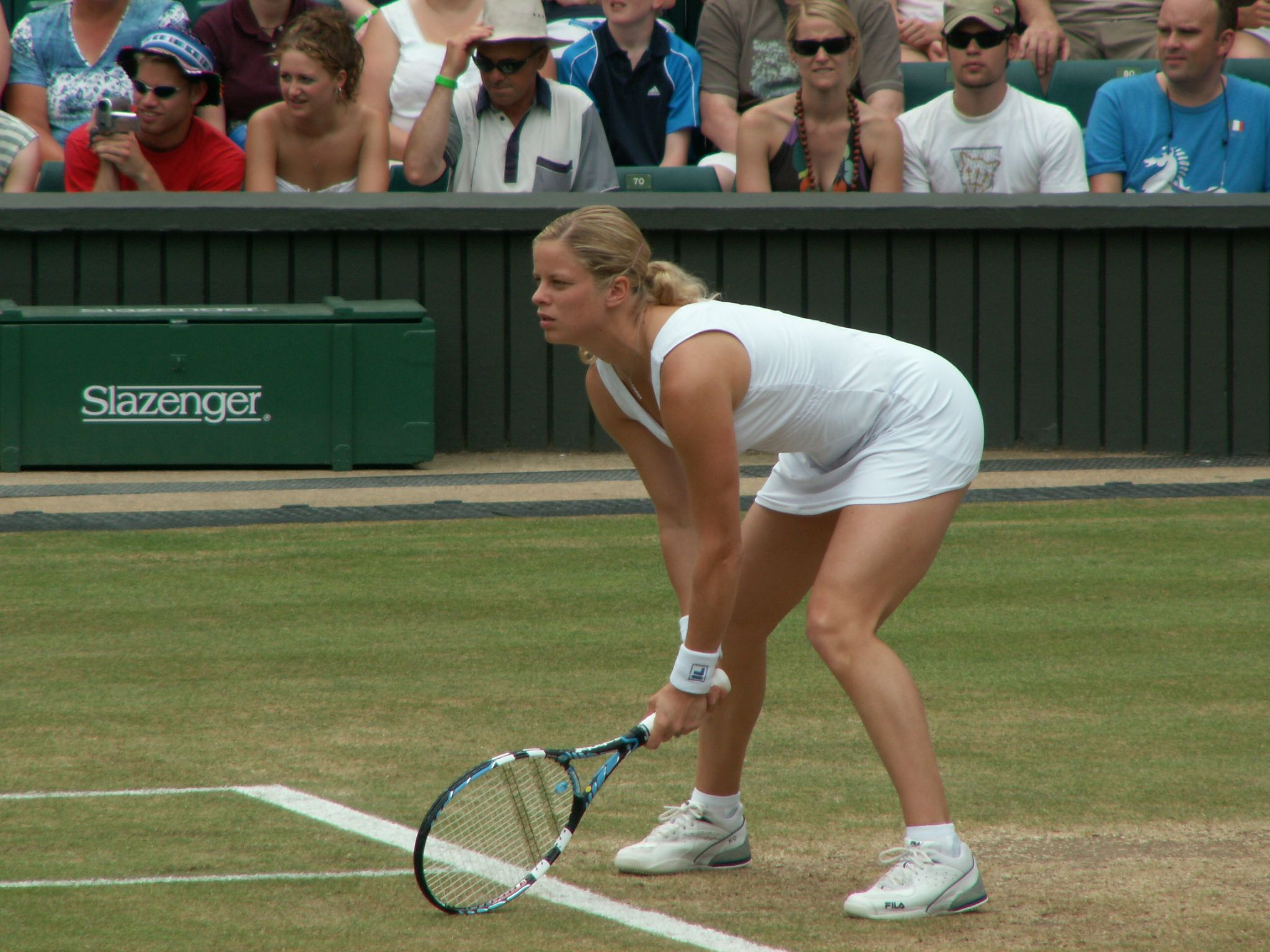
Kim Clijsters 2006-ban Wimbledonban

A belga labdarúgó-válogatott eddigi legeredményesebb teljesítménye az 1980-as Európa-bajnokság volt, ahol ezüstérmesek lettek.

### Tenisz
A teniszben Kim Clijsters és Justine Henin a legkiemelkedőbb belga játékosok, mindkettőt megválasztotta a WTA az év játékosának és egy időben a női teniszezők ranglistájának élén álltak. Klijsters 2007-ben visszavonult, gyermeket szült, de 2009-ben visszatért és harmadik tornáját, az US Open bajnokságot megnyerte.

### Formula–1
A Spa-Francorchamps versenypályán rendezik meg minden évben a Formula–1 belga nagydíjat. A belga Jacky Ickx nyolc nagydíjat nyert, hat alkalommal volt az első a Le Mans-i 24 órás autóversenyen és két alkalommal volt második helyezett a Formula–1 világbajnokságán. Legutóbbi belga pilóta Stoffel Vandoorne volt.

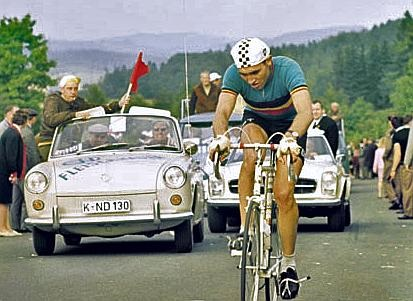
Eddy Merckx egy 1966-os versenyen

### Motorsport
A belga motorosok a motokrossz világában is eredményesen szerepelnek, Roger De Coster, Joël Robert, Georges Jobé, Eric Geboers, Joël Smets és Stefan Everts nyertek világbajnoki címet.

### Egyéb
Ötszörös Tour de France-győzelmével és számos más versenyen elért eredményeivel minden idők legeredményesebb belga kerékpárosa Eddy Merckx. 1972-ben felállított sebességi rekordját 12 évig nem tudták megdönteni.

### Olimpia
Az 1920. évi nyári olimpiai játékokat Antwerpenben rendezték. A játékok során a belga sportolók 38 aranyérmet szereztek. A legeredményesebb sportág az atlétika volt.
- Bővebben: Belgium az olimpiai játékokon

## Érdekesség
- Belgium és Hollandia között a föld alatt máshol húzódik a határ, mint a felszínen. Ugyanis a két állam 1950-ben megegyezett abban, hogy a szénbányákat ne vágja ketté a határ.[54]
- A Turnhout járáshoz tartozó Baarle-Hertog település a hollandiai Baarle-Nassau területébe beékelődött enklávé - a belga szabadságharc egyik maradványa, a máig tartó belga–holland határvita egyik érintett települése.